# فهرست خورشیدگرفتگی‌های سده ۲۲ (میلادی)
این فهرست شامل خورشیدگرفتگی‌های قرن ۲۲ میلادی است که در طی سال‌های ۲۱۰۱ تا ۲۲۰۰ روی خواهند داد. در این دوره ۲۳۵ خورشیدگرفتگی رخ خواهد داد که ۷۹ مورد آن خورشیدگرفتگی جزئی، ۸۷ مورد خورشیدگرفتگی حلقه‌ای، ۶۵ خورشیدگرفتگی کامل و ۴ مورد نیز از نوع خورشیدگرفتگی مرکب خواهد بود.
| تاریخ           | زمان بزرگ‌ترین گرفت | چرخهٔ ساروس | نوع    | قدر    | مدت زمان          | مکان                                            | مسیر گرفتگی            | ناحیهٔ جغرافیایی | منبع(ها) |
| --------------- | ------------------ | ---------- | ------ | ------ | ----------------- | ----------------------------------------------- | ---------------------- | --------------- | -------- |
| ۲۸ فوریه ۲۱۰۱   | ۰۲:۱۶:۲۶           | ۱۵۱        | حلقه‌ای | ۰٫۹۶۰۹ | ۰۲ دقیقه ۴۴ ثانیه | ۶۰°۳۰′شمالی ۸۰°۰۰′شرقی / ۶۰٫۵°شمالی ۸۰٫۰°شرقی   | —                      |                 | [ ۱ ]    |
| ۲۴ اوت ۲۱۰۱     | ۱۹:۳۷:۰۳           | ۱۵۶        | جزئی   | ۰٫۷۳۳۷ | —                 | ۶۱°۳۶′جنوبی ۱۷۸°۱۲′شرقی / ۶۱٫۶°جنوبی ۱۷۸٫۲°شرقی | —                      |                 | [ ۱ ]    |
| ۱۹ ژانویه ۲۱۰۲  | ۰۲:۲۱:۳۰           | ۱۲۳        | جزئی   | ۰٫۸۶۸۲ | —                 | ۶۳°۳۰′جنوبی ۷۳°۳۶′غربی / ۶۳٫۵°جنوبی ۷۳٫۶°غربی   | —                      |                 | [ ۱ ]    |
| ۱۵ ژوئیه ۲۱۰۲   | ۰۸:۱۵:۱۴           | ۱۲۸        | حلقه‌ای | ۰٫۹۳۹۸ | ۰۴ دقیقه ۱۴ ثانیه | ۷۵°۵۴′شمالی ۱۳۴°۱۲′شرقی / ۷۵٫۹°شمالی ۱۳۴٫۲°شرقی | ۵۳۹ کیلومتر (۳۳۵ مایل) |                 | [ ۱ ]    |
| ۸ ژانویه ۲۱۰۳   | ۱۸:۰۴:۲۱           | ۱۳۳        | کامل   | ۱٫۰۳۸۱ | ۰۲ دقیقه ۵۷ ثانیه | ۴۶°۰۶′جنوبی ۸۰°۴۸′غربی / ۴۶٫۱°جنوبی ۸۰٫۸°غربی   | ۱۴۰ کیلومتر (۸۷ مایل)  |                 | [ ۱ ]    |
| ۴ ژوئیه ۲۱۰۳    | ۱۰:۰۱:۴۸           | ۱۳۸        | حلقه‌ای | ۰٫۹۷۳۴ | ۰۲ دقیقه ۵۷ ثانیه | ۳۰°۱۸′شمالی ۳۳°۱۲′شرقی / ۳۰٫۳°شمالی ۳۳٫۲°شرقی   | ۹۶ کیلومتر (۶۰ مایل)   |                 | [ ۱ ]    |
| ۲۹ دسامبر ۲۱۰۳  | ۰۷:۱۳:۱۸           | ۱۴۳        | حلقه‌ای | ۰٫۹۹۳۶ | ۰۰ دقیقه ۴۳ ثانیه | ۷°۳۰′جنوبی ۷۰°۳۰′شرقی / ۷٫۵°جنوبی ۷۰٫۵°شرقی     | ۲۳ کیلومتر (۱۴ مایل)   |                 | [ ۱ ]    |
| ۲۲ ژوئن ۲۱۰۴    | ۱۸:۱۶:۲۱           | ۱۴۸        | کامل   | ۱٫۰۲۳۱ | ۰۲ دقیقه ۲۶ ثانیه | ۱۶°۳۶′جنوبی ۹۶°۴۸′غربی / ۱۶٫۶°جنوبی ۹۶٫۸°غربی   | ۱۰۳ کیلومتر (۶۴ مایل)  |                 | [ ۱ ]    |
| ۱۷ دسامبر ۲۱۰۴  | ۱۳:۴۸:۲۷           | ۱۵۳        | حلقه‌ای | ۰٫۹۳۸۱ | —                 | ۶۶°۲۴′شمالی ۳۶°۳۶′غربی / ۶۶٫۴°شمالی ۳۶٫۶°غربی   | —                      |                 | [ ۱ ]    |
| ۱۴ مه ۲۱۰۵      | ۰۱:۵۲:۰۶           | ۱۲۰        | جزئی   | ۰٫۶۹۲۱ | —                 | ۶۹°۲۴′شمالی ۱°۲۴′غربی / ۶۹٫۴°شمالی ۱٫۴°غربی     | —                      |                 | [ ۱ ]    |
| ۱۲ ژوئن ۲۱۰۵    | ۰۸:۵۸:۱۱           | ۱۵۸        | جزئی   | ۰٫۳۴۸۳ | —                 | ۶۶°۴۸′جنوبی ۴۱°۵۴′شرقی / ۶۶٫۸°جنوبی ۴۱٫۹°شرقی   | —                      |                 | [ ۱ ]    |
| ۶ نوامبر ۲۱۰۵   | ۱۹:۲۳:۰۲           | ۱۲۵        | جزئی   | ۰٫۴۲۱۷ | —                 | ۷۰°۱۲′جنوبی ۱۰۲°۴۲′شرقی / ۷۰٫۲°جنوبی ۱۰۲٫۷°شرقی | —                      |                 | [ ۱ ]    |
| ۳ مه ۲۱۰۶       | ۱۸:۱۹:۲۰           | ۱۳۰        | کامل   | ۱٫۰۴۷۲ | ۰۳ دقیقه ۴۷ ثانیه | ۴۳°۰۶′شمالی ۱۰۲°۱۸′غربی / ۴۳٫۱°شمالی ۱۰۲٫۳°غربی | ۱۷۷ کیلومتر (۱۱۰ مایل) |                 | [ ۱ ]    |
| ۲۶ اکتبر ۲۱۰۶   | ۲۲:۳۷:۴۰           | ۱۳۵        | حلقه‌ای | ۰٫۹۷۲۵ | ۰۲ دقیقه ۳۲ ثانیه | ۴۵°۵۴′جنوبی ۱۷۴°۰۶′غربی / ۴۵٫۹°جنوبی ۱۷۴٫۱°غربی | ۱۱۹ کیلومتر (۷۴ مایل)  |                 | [ ۱ ]    |
| ۲۳ آوریل ۲۱۰۷   | ۰۶:۱۸:۴۱           | ۱۴۰        | حلقه‌ای | ۰٫۹۹۱۸ | ۰۰ دقیقه ۵۶ ثانیه | ۳°۳۶′جنوبی ۸۹°۵۴′شرقی / ۳٫۶°جنوبی ۸۹٫۹°شرقی     | ۳۰ کیلومتر (۱۹ مایل)   |                 | [ ۱ ]    |
| ۱۶ اکتبر ۲۱۰۷   | ۰۹:۱۸:۲۷           | ۱۴۵        | کامل   | ۱٫۰۳۳۲ | ۰۳ دقیقه ۱۶ ثانیه | ۱°۰۶′شمالی ۴۰°۳۶′شرقی / ۱٫۱°شمالی ۴۰٫۶°شرقی     | ۱۱۴ کیلومتر (۷۱ مایل)  |                 | [ ۱ ]    |
| ۱۱ آوریل ۲۱۰۸   | ۱۰:۵۵:۳۷           | ۱۵۰        | جزئی   | ۰٫۸۶۲۰ | —                 | ۷۱°۴۲′جنوبی ۸۰°۳۰′شرقی / ۷۱٫۷°جنوبی ۸۰٫۵°شرقی   | —                      |                 | [ ۱ ]    |
| ۵ اکتبر ۲۱۰۸    | ۰۱:۰۱:۲۰           | ۱۵۵        | کامل   | ۱٫۰۵۵۱ | ۰۳ دقیقه ۵۰ ثانیه | ۵۲°۳۰′شمالی ۱۷۲°۰۰′غربی / ۵۲٫۵°شمالی ۱۷۲٫۰°غربی | ۳۷۱ کیلومتر (۲۳۱ مایل) |                 | [ ۱ ]    |
| ۱ مارس ۲۱۰۹     | ۱۷:۴۵:۵۳           | ۱۲۲        | جزئی   | ۰٫۶۲۳۸ | —                 | ۷۱°۴۸′شمالی ۱۴۹°۰۶′غربی / ۷۱٫۸°شمالی ۱۴۹٫۱°غربی | —                      |                 | [ ۱ ]    |
| ۲۶ اوت ۲۱۰۹     | ۰۷:۵۷:۲۶           | ۱۲۷        | جزئی   | ۰٫۹۶۷۰ | —                 | ۷۱°۲۴′جنوبی ۵°۰۶′شرقی / ۷۱٫۴°جنوبی ۵٫۱°شرقی     | —                      |                 | [ ۱ ]    |
| ۱۸ فوریه ۲۱۱۰   | ۲۳:۳۱:۳۵           | ۱۳۲        | حلقه‌ای | ۰٫۹۸۸۸ | ۰۱ دقیقه ۱۲ ثانیه | ۱۴°۰۶′شمالی ۱۷۵°۱۸′غربی / ۱۴٫۱°شمالی ۱۷۵٫۳°غربی | ۴۴ کیلومتر (۲۷ مایل)   |                 | [ ۱ ]    |
| ۱۵ اوت ۲۱۱۰     | ۱۶:۵۰:۴۵           | ۱۳۷        | حلقه‌ای | ۰٫۹۷۴۶ | ۰۳ دقیقه ۰۷ ثانیه | ۲°۰۰′جنوبی ۷۴°۱۸′غربی / ۲٫۰°جنوبی ۷۴٫۳°غربی     | ۹۴ کیلومتر (۵۸ مایل)   |                 | [ ۱ ]    |
| ۸ فوریه ۲۱۱۱    | ۱۲:۰۵:۳۳           | ۱۴۲        | کامل   | ۱٫۰۳۷۴ | ۰۳ دقیقه ۱۷ ثانیه | ۳۰°۱۲′جنوبی ۶°۴۸′شرقی / ۳۰٫۲°جنوبی ۶٫۸°شرقی     | ۱۳۰ کیلومتر (۸۱ مایل)  |                 | [ ۱ ]    |
| ۴ اوت ۲۱۱۱      | ۱۹:۰۰:۲۲           | ۱۴۷        | حلقه‌ای | ۰٫۹۴۵۵ | ۰۵ دقیقه ۴۲ ثانیه | ۴۶°۰۰′شمالی ۹۵°۱۸′غربی / ۴۶٫۰°شمالی ۹۵٫۳°غربی   | ۲۳۰ کیلومتر (۱۴۰ مایل) |                 | [ ۱ ]    |
| ۲۹ ژانویه ۲۱۱۲  | ۰۳:۴۹:۵۲           | ۱۵۲        | کامل   | ۱٫۰۳۴۶ | ۰۱ دقیقه ۵۶ ثانیه | ۸۰°۳۶′جنوبی ۱۶۳°۴۸′غربی / ۸۰٫۶°جنوبی ۱۶۳٫۸°غربی | ۳۲۲ کیلومتر (۲۰۰ مایل) |                 | [ ۱ ]    |
| ۲۴ ژوئن ۲۱۱۲    | ۰۷:۰۹:۵۳           | ۱۱۹        | جزئی   | ۰٫۰۲۸۲ | —                 | ۶۶°۱۸′جنوبی ۸۴°۲۴′شرقی / ۶۶٫۳°جنوبی ۸۴٫۴°شرقی   | —                      |                 | [ ۱ ]    |
| ۲۳ ژوئیه ۲۱۱۲   | ۱۹:۵۸:۳۲           | ۱۵۷        | جزئی   | ۰٫۵۷۲۵ | —                 | ۶۹°۰۰′شمالی ۴۳°۰۶′شرقی / ۶۹٫۰°شمالی ۴۳٫۱°شرقی   | —                      |                 | [ ۱ ]    |
| ۱۹ دسامبر ۲۱۱۲  | ۰۴:۳۳:۱۶           | ۱۲۴        | جزئی   | ۰٫۶۸۵۸ | —                 | ۶۵°۴۲′شمالی ۱۲۸°۲۴′شرقی / ۶۵٫۷°شمالی ۱۲۸٫۴°شرقی | —                      |                 | [ ۱ ]    |
| ۱۳ ژوئن ۲۱۱۳    | ۱۷:۲۶:۰۰           | ۱۲۹        | کامل   | ۱٫۰۳۶۷ | ۰۳ دقیقه ۳۶ ثانیه | ۲۱°۴۲′جنوبی ۷۳°۴۸′غربی / ۲۱٫۷°جنوبی ۷۳٫۸°غربی   | ۱۷۴ کیلومتر (۱۰۸ مایل) |                 | [ ۱ ]    |
| ۸ دسامبر ۲۱۱۳   | ۰۹:۰۳:۲۷           | ۱۳۴        | حلقه‌ای | ۰٫۹۲۹۶ | ۰۹ دقیقه ۳۵ ثانیه | ۷°۰۶′شمالی ۴۸°۵۴′شرقی / ۷٫۱°شمالی ۴۸٫۹°شرقی     | ۳۰۴ کیلومتر (۱۸۹ مایل) |                 | [ ۱ ]    |
| ۳ ژوئن ۲۱۱۴     | ۰۹:۱۴:۰۹           | ۱۳۹        | کامل   | ۱٫۰۷۶۶ | ۰۶ دقیقه ۳۲ ثانیه | ۲۵°۲۴′شمالی ۴۱°۱۸′شرقی / ۲۵٫۴°شمالی ۴۱٫۳°شرقی   | ۲۴۸ کیلومتر (۱۵۴ مایل) |                 | [ ۱ ]    |
| ۲۷ نوامبر ۲۱۱۴  | ۰۸:۲۴:۱۵           | ۱۴۴        | حلقه‌ای | ۰٫۹۲۲۳ | ۰۹ دقیقه ۱۵ ثانیه | ۳۱°۱۸′جنوبی ۴۸°۲۴′شرقی / ۳۱٫۳°جنوبی ۴۸٫۴°شرقی   | ۲۹۸ کیلومتر (۱۸۵ مایل) |                 | [ ۱ ]    |
| ۲۴ مه ۲۱۱۵      | ۰۲:۱۳:۵۶           | ۱۴۹        | کامل   | ۱٫۰۵۵۷ | ۰۳ دقیقه ۲۴ ثانیه | ۶۷°۴۸′شمالی ۱۰۹°۲۴′شرقی / ۶۷٫۸°شمالی ۱۰۹٫۴°شرقی | ۳۰۱ کیلومتر (۱۸۷ مایل) |                 | [ ۱ ]    |
| ۱۶ نوامبر ۲۱۱۵  | ۰۹:۵۸:۵۵           | ۱۵۴        | حلقه‌ای | ۰٫۹۵۰۳ | ۰۳ دقیقه ۳۲ ثانیه | ۶۸°۴۲′جنوبی ۲۷°۴۸′غربی / ۶۸٫۷°جنوبی ۲۷٫۸°غربی   | ۳۶۵ کیلومتر (۲۲۷ مایل) |                 | [ ۱ ]    |
| ۱۳ آوریل ۲۱۱۶   | ۰۳:۳۶:۵۵           | ۱۲۱        | جزئی   | ۰٫۷۱۳۸ | —                 | ۶۱°۱۸′جنوبی ۱۶۰°۱۲′غربی / ۶۱٫۳°جنوبی ۱۶۰٫۲°غربی | —                      |                 | [ ۱ ]    |
| ۶ اکتبر ۲۱۱۶    | ۰۸:۳۱:۵۱           | ۱۲۶        | جزئی   | ۰٫۷۱۰۵ | —                 | ۶۱°۱۲′شمالی ۱۳۰°۲۴′شرقی / ۶۱٫۲°شمالی ۱۳۰٫۴°شرقی | —                      |                 | [ ۱ ]    |
| ۴ نوامبر ۲۱۱۶   | ۱۸:۵۰:۰۹           | ۱۶۴        | جزئی   | ۰٫۰۶۱۳ | —                 | ۶۲°۱۸′جنوبی ۱۳۲°۱۸′شرقی / ۶۲٫۳°جنوبی ۱۳۲٫۳°شرقی | —                      |                 | [ ۱ ]    |
| ۲ آوریل ۲۱۱۷    | ۰۶:۱۵:۲۰           | ۱۳۱        | حلقه‌ای | ۰٫۹۳۳۳ | ۰۷ دقیقه ۳۰ ثانیه | ۱۸°۲۴′جنوبی ۱۰۱°۰۶′شرقی / ۱۸٫۴°جنوبی ۱۰۱٫۱°شرقی | ۲۷۴ کیلومتر (۱۷۰ مایل) |                 | [ ۱ ]    |
| ۲۶ سپتامبر ۲۱۱۷ | ۰۰:۵۵:۴۲           | ۱۳۶        | کامل   | ۱٫۰۶۴۵ | ۰۵ دقیقه ۰۳ ثانیه | ۲۱°۵۴′شمالی ۱۷۸°۲۴′شرقی / ۲۱٫۹°شمالی ۱۷۸٫۴°شرقی | ۲۳۳ کیلومتر (۱۴۵ مایل) |                 | [ ۱ ]    |
| ۲۲ مارس ۲۱۱۸    | ۰۶:۰۰:۵۵           | ۱۴۱        | حلقه‌ای | ۰٫۹۳۸۲ | ۰۶ دقیقه ۵۰ ثانیه | ۱۴°۱۸′شمالی ۸۴°۴۲′شرقی / ۱۴٫۳°شمالی ۸۴٫۷°شرقی   | ۲۳۷ کیلومتر (۱۴۷ مایل) |                 | [ ۱ ]    |
| ۱۵ سپتامبر ۲۱۱۸ | ۱۶:۲۸:۲۶           | ۱۴۶        | کامل   | ۱٫۰۳۴۹ | ۰۳ دقیقه ۰۴ ثانیه | ۱۱°۳۰′جنوبی ۷۵°۱۲′غربی / ۱۱٫۵°جنوبی ۷۵٫۲°غربی   | ۱۲۲ کیلومتر (۷۶ مایل)  |                 | [ ۱ ]    |
| ۱۱ مارس ۲۱۱۹    | ۱۰:۱۹:۱۹           | ۱۵۱        | حلقه‌ای | ۰٫۹۶۹۴ | ۰۲ دقیقه ۱۳ ثانیه | ۵۶°۴۲′شمالی ۲۹°۱۲′غربی / ۵۶٫۷°شمالی ۲۹٫۲°غربی   | ۴۵۱ کیلومتر (۲۸۰ مایل) |                 | [ ۱ ]    |
| ۵ سپتامبر ۲۱۱۹  | ۰۲:۴۴:۲۷           | ۱۵۶        | جزئی   | ۰٫۸۴۳۱ | —                 | ۶۱°۱۲′جنوبی ۶۲°۴۸′شرقی / ۶۱٫۲°جنوبی ۶۲٫۸°شرقی   | —                      |                 | [ ۱ ]    |
| ۳۰ ژانویه ۲۱۲۰  | ۱۱:۰۹:۵۶           | ۱۲۳        | جزئی   | ۰٫۸۵۹۴ | —                 | ۶۲°۴۲′جنوبی ۱۴۵°۱۸′شرقی / ۶۲٫۷°جنوبی ۱۴۵٫۳°شرقی | —                      |                 | [ ۱ ]    |
| ۲۵ ژوئیه ۲۱۲۰   | ۱۴:۴۰:۰۲           | ۱۲۸        | حلقه‌ای | ۰٫۹۳۴۳ | ۰۴ دقیقه ۰۰ ثانیه | ۶۶°۰۰′شمالی ۹۰°۲۴′شرقی / ۶۶٫۰°شمالی ۹۰٫۴°شرقی   | —                      |                 | [ ۱ ]    |
| ۱۹ ژانویه ۲۱۲۱  | ۰۲:۵۴:۱۵           | ۱۳۳        | کامل   | ۱٫۰۳۷۱ | ۰۲ دقیقه ۵۲ ثانیه | ۴۳°۵۴′جنوبی ۱۵۰°۰۶′شرقی / ۴۳٫۹°جنوبی ۱۵۰٫۱°شرقی | ۱۳۷ کیلومتر (۸۵ مایل)  |                 | [ ۱ ]    |
| ۱۴ ژوئیه ۲۱۲۱   | ۱۶:۴۲:۳۹           | ۱۳۸        | حلقه‌ای | ۰٫۹۷۵۸ | ۰۲ دقیقه ۳۲ ثانیه | ۳۳°۳۶′شمالی ۶۴°۱۸′غربی / ۳۳٫۶°شمالی ۶۴٫۳°غربی   | ۸۸ کیلومتر (۵۵ مایل)   |                 | [ ۱ ]    |
| ۸ ژانویه ۲۱۲۲   | ۱۵:۴۸:۵۱           | ۱۴۳        | حلقه‌ای | ۰٫۹۹۰۷ | ۰۱ دقیقه ۰۲ ثانیه | ۶°۵۴′جنوبی ۵۸°۱۲′غربی / ۶٫۹°جنوبی ۵۸٫۲°غربی     | ۳۴ کیلومتر (۲۱ مایل)   |                 | [ ۱ ]    |
| ۴ ژوئیه ۲۱۲۲    | ۰۱:۲۵:۳۱           | ۱۴۸        | کامل   | ۱٫۰۲۸۰ | ۰۲ دقیقه ۵۶ ثانیه | ۱۱°۰۰′جنوبی ۱۵۴°۴۲′شرقی / ۱۱٫۰°جنوبی ۱۵۴٫۷°شرقی | ۱۱۴ کیلومتر (۷۱ مایل)  |                 | [ ۱ ]    |
| ۲۸ دسامبر ۲۱۲۲  | ۲۲:۰۰:۵۶           | ۱۵۳        | حلقه‌ای | ۰٫۹۴۵۰ | —                 | ۶۵°۱۸′شمالی ۱۶۹°۴۸′غربی / ۶۵٫۳°شمالی ۱۶۹٫۸°غربی | —                      |                 | [ ۱ ]    |
| ۲۵ مه ۲۱۲۳      | ۰۹:۳۳:۲۷           | ۱۲۰        | جزئی   | ۰٫۵۷۲۹ | —                 | ۶۸°۳۰′شمالی ۱۲۸°۱۲′غربی / ۶۸٫۵°شمالی ۱۲۸٫۲°غربی | —                      |                 | [ ۱ ]    |
| ۲۳ ژوئن ۲۱۲۳    | ۱۶:۲۶:۱۲           | ۱۵۸        | جزئی   | ۰٫۴۸۸۲ | —                 | ۶۵°۴۸′جنوبی ۸۰°۱۸′غربی / ۶۵٫۸°جنوبی ۸۰٫۳°غربی   | —                      |                 | [ ۱ ]    |
| ۱۸ نوامبر ۲۱۲۳  | ۰۳:۰۷:۲۶           | ۱۲۵        | جزئی   | ۰٫۳۸۴۸ | —                 | ۶۹°۱۸′جنوبی ۲۵°۳۰′غربی / ۶۹٫۳°جنوبی ۲۵٫۵°غربی   | —                      |                 | [ ۱ ]    |
| ۱۴ مه ۲۱۲۴      | ۰۱:۵۹:۱۰           | ۱۳۰        | کامل   | ۱٫۰۴۶۴ | ۰۳ دقیقه ۳۴ ثانیه | ۵۰°۱۸′شمالی ۱۴۳°۱۲′شرقی / ۵۰٫۳°شمالی ۱۴۳٫۲°شرقی | ۱۸۲ کیلومتر (۱۱۳ مایل) |                 | [ ۱ ]    |
| ۶ نوامبر ۲۱۲۴   | ۰۶:۳۶:۳۴           | ۱۳۵        | حلقه‌ای | ۰٫۹۷۲۴ | ۰۲ دقیقه ۲۶ ثانیه | ۵۱°۳۶′جنوبی ۶۶°۴۸′شرقی / ۵۱٫۶°جنوبی ۶۶٫۸°شرقی   | ۱۲۳ کیلومتر (۷۶ مایل)  |                 | [ ۱ ]    |
| ۳ مه ۲۱۲۵       | ۱۳:۴۲:۳۳           | ۱۴۰        | حلقه‌ای | ۰٫۹۹۱۵ | ۰۰ دقیقه ۵۹ ثانیه | ۳°۰۰′شمالی ۲۲°۳۶′غربی / ۳٫۰°شمالی ۲۲٫۶°غربی     | ۳۱ کیلومتر (۱۹ مایل)   |                 | [ ۱ ]    |
| ۲۶ اکتبر ۲۱۲۵   | ۱۷:۳۰:۴۹           | ۱۴۵        | کامل   | ۱٫۰۳۲۹ | ۰۳ دقیقه ۱۵ ثانیه | ۴°۳۰′جنوبی ۸۳°۳۶′غربی / ۴٫۵°جنوبی ۸۳٫۶°غربی     | ۱۱۲ کیلومتر (۷۰ مایل)  |                 | [ ۱ ]    |
| ۲۲ آوریل ۲۱۲۶   | ۱۸:۰۴:۲۲           | ۱۵۰        | حلقه‌ای | ۰٫۹۵۱۴ | —                 | ۷۱°۰۶′جنوبی ۴۰°۰۰′غربی / ۷۱٫۱°جنوبی ۴۰٫۰°غربی   | —                      |                 | [ ۱ ]    |
| ۱۶ اکتبر ۲۱۲۶   | ۰۹:۱۲:۵۱           | ۱۵۵        | کامل   | ۱٫۰۵۳۴ | ۰۴ دقیقه ۰۰ ثانیه | ۴۵°۱۸′شمالی ۵۸°۳۶′شرقی / ۴۵٫۳°شمالی ۵۸٫۶°شرقی   | ۳۱۹ کیلومتر (۱۹۸ مایل) |                 | [ ۱ ]    |
| ۱۳ مارس ۲۱۲۷    | ۰۱:۳۲:۰۲           | ۱۲۲        | جزئی   | ۰٫۵۸۴۱ | —                 | ۷۲°۰۶′شمالی ۸۰°۲۴′شرقی / ۷۲٫۱°شمالی ۸۰٫۴°شرقی   | —                      |                 | [ ۱ ]    |
| ۶ سپتامبر ۲۱۲۷  | ۱۵:۲۴:۱۷           | ۱۲۷        | جزئی   | ۰٫۸۴۵۸ | —                 | ۷۱°۵۴′جنوبی ۱۲۰°۰۶′غربی / ۷۱٫۹°جنوبی ۱۲۰٫۱°غربی | —                      |                 | [ ۱ ]    |
| ۱ مارس ۲۱۲۸     | ۰۷:۴۸:۳۲           | ۱۳۲        | حلقه‌ای | ۰٫۹۹۴۰ | ۰۰ دقیقه ۳۷ ثانیه | ۱۸°۵۴′شمالی ۵۹°۰۶′شرقی / ۱۸٫۹°شمالی ۵۹٫۱°شرقی   | ۲۴ کیلومتر (۱۵ مایل)   |                 | [ ۱ ]    |
| ۲۵ اوت ۲۱۲۸     | ۲۳:۴۴:۳۴           | ۱۳۷        | حلقه‌ای | ۰٫۹۶۹۴ | ۰۳ دقیقه ۴۱ ثانیه | ۹°۴۸′جنوبی ۱۸۰°۰۰′شرقی / ۹٫۸°جنوبی ۱۸۰٫۰°شرقی   | ۱۱۷ کیلومتر (۷۳ مایل)  |                 | [ ۱ ]    |
| ۱۸ فوریه ۲۱۲۹   | ۲۰:۴۴:۳۷           | ۱۴۲        | کامل   | ۱٫۰۴۱۱ | ۰۳ دقیقه ۳۸ ثانیه | ۲۵°۳۶′جنوبی ۱۲۲°۳۰′غربی / ۲۵٫۶°جنوبی ۱۲۲٫۵°غربی | ۱۴۲ کیلومتر (۸۸ مایل)  |                 | [ ۱ ]    |
| ۱۵ اوت ۲۱۲۹     | ۰۱:۳۳:۰۵           | ۱۴۷        | حلقه‌ای | ۰٫۹۴۴۲ | ۰۶ دقیقه ۱۵ ثانیه | ۳۷°۲۴′شمالی ۱۶۵°۴۸′شرقی / ۳۷٫۴°شمالی ۱۶۵٫۸°شرقی | ۲۲۵ کیلومتر (۱۴۰ مایل) |                 | [ ۱ ]    |
| ۸ فوریه ۲۱۳۰    | ۱۲:۳۵:۲۳           | ۱۵۲        | کامل   | ۱٫۰۳۵۶ | ۰۲ دقیقه ۰۳ ثانیه | ۷۵°۵۴′جنوبی ۵۱°۴۸′شرقی / ۷۵٫۹°جنوبی ۵۱٫۸°شرقی   | ۳۱۳ کیلومتر (۱۹۴ مایل) |                 | [ ۱ ]    |
| ۴ اوت ۲۱۳۰      | ۰۲:۳۸:۴۴           | ۱۵۷        | جزئی   | ۰٫۷۱۵۸ | —                 | ۶۹°۵۴′شمالی ۶۸°۴۲′غربی / ۶۹٫۹°شمالی ۶۸٫۷°غربی   | —                      |                 | [ ۱ ]    |
| ۳۰ دسامبر ۲۱۳۰  | ۱۳:۰۱:۳۴           | ۱۲۴        | جزئی   | ۰٫۶۷۰۸ | —                 | ۶۶°۴۸′شمالی ۸°۴۸′غربی / ۶۶٫۸°شمالی ۸٫۸°غربی     | —                      |                 | [ ۱ ]    |
| ۲۵ ژوئن ۲۱۳۱    | ۰۰:۴۳:۱۶           | ۱۲۹        | کامل   | ۱٫۰۳۹۳ | ۰۳ دقیقه ۴۳ ثانیه | ۲۸°۰۶′جنوبی ۱۷۴°۴۲′شرقی / ۲۸٫۱°جنوبی ۱۷۴٫۷°شرقی | ۲۱۱ کیلومتر (۱۳۱ مایل) |                 | [ ۱ ]    |
| ۱۹ دسامبر ۲۱۳۱  | ۱۷:۰۶:۵۱           | ۱۳۴        | حلقه‌ای | ۰٫۹۲۶۷ | ۱۰ دقیقه ۱۴ ثانیه | ۷°۳۶′شمالی ۷۲°۴۸′غربی / ۷٫۶°شمالی ۷۲٫۸°غربی     | ۳۲۱ کیلومتر (۱۹۹ مایل) |                 | [ ۱ ]    |
| ۱۳ ژوئن ۲۱۳۲    | ۱۶:۴۶:۲۴           | ۱۳۹        | کامل   | ۱٫۰۷۸۸ | ۰۶ دقیقه ۵۵ ثانیه | ۲۲°۱۸′شمالی ۷۰°۰۶′غربی / ۲۲٫۳°شمالی ۷۰٫۱°غربی   | ۲۵۵ کیلومتر (۱۵۸ مایل) |                 | [ ۱ ]    |
| ۷ دسامبر ۲۱۳۲   | ۱۶:۱۸:۴۳           | ۱۴۴        | حلقه‌ای | ۰٫۹۲۱۵ | ۰۹ دقیقه ۳۳ ثانیه | ۳۲°۱۲′جنوبی ۶۷°۵۴′غربی / ۳۲٫۲°جنوبی ۶۷٫۹°غربی   | ۳۰۱ کیلومتر (۱۸۷ مایل) |                 | [ ۱ ]    |
| ۳ ژوئن ۲۱۳۳     | ۰۹:۴۵:۱۶           | ۱۴۹        | کامل   | ۱٫۰۵۶۷ | ۰۳ دقیقه ۳۶ ثانیه | ۶۶°۳۶′شمالی ۱۰°۴۲′شرقی / ۶۶٫۶°شمالی ۱۰٫۷°شرقی   | ۲۷۲ کیلومتر (۱۶۹ مایل) |                 | [ ۱ ]    |
| ۲۶ نوامبر ۲۱۳۳  | ۱۸:۰۵:۵۵           | ۱۵۴        | حلقه‌ای | ۰٫۹۵۱۳ | ۰۳ دقیقه ۲۷ ثانیه | ۷۲°۰۰′جنوبی ۱۴۳°۳۰′غربی / ۷۲٫۰°جنوبی ۱۴۳٫۵°غربی | ۳۳۷ کیلومتر (۲۰۹ مایل) |                 | [ ۱ ]    |
| ۲۴ آوریل ۲۱۳۴   | ۱۰:۵۹:۵۹           | ۱۲۱        | جزئی   | ۰٫۶۱۴۷ | —                 | ۶۱°۴۸′جنوبی ۸۰°۳۰′شرقی / ۶۱٫۸°جنوبی ۸۰٫۵°شرقی   | —                      |                 | [ ۱ ]    |
| ۲۳ مه ۲۱۳۴      | ۲۳:۰۱:۱۸           | ۱۵۹        | جزئی   | ۰٫۰۳۰۸ | —                 | ۶۳°۴۲′شمالی ۵۵°۱۸′شرقی / ۶۳٫۷°شمالی ۵۵٫۳°شرقی   | —                      |                 | [ ۱ ]    |
| ۱۷ اکتبر ۲۱۳۴   | ۱۶:۴۰:۴۲           | ۱۲۶        | جزئی   | ۰٫۶۴۵۸ | —                 | ۶۱°۳۰′شمالی ۰°۲۴′غربی / ۶۱٫۵°شمالی ۰٫۴°غربی     | —                      |                 | [ ۱ ]    |
| ۱۶ نوامبر ۲۱۳۴  | ۰۳:۱۲:۰۸           | ۱۶۴        | جزئی   | ۰٫۱۰۶۰ | —                 | ۶۳°۰۰′جنوبی ۲°۰۶′غربی / ۶۳٫۰°جنوبی ۲٫۱°غربی     | —                      |                 | [ ۱ ]    |
| ۱۳ آوریل ۲۱۳۵   | ۱۳:۲۷:۰۵           | ۱۳۱        | حلقه‌ای | ۰٫۹۳۴۹ | ۰۷ دقیقه ۳۰ ثانیه | ۱۷°۳۶′جنوبی ۶°۳۰′غربی / ۱۷٫۶°جنوبی ۶٫۵°غربی     | ۲۷۴ کیلومتر (۱۷۰ مایل) |                 | [ ۱ ]    |
| ۷ اکتبر ۲۱۳۵    | ۰۹:۰۰:۰۳           | ۱۳۶        | کامل   | ۱٫۰۶۰۳ | ۰۴ دقیقه ۵۰ ثانیه | ۲۰°۱۸′شمالی ۵۷°۳۶′شرقی / ۲۰٫۳°شمالی ۵۷٫۶°شرقی   | ۲۲۴ کیلومتر (۱۳۹ مایل) |                 | [ ۱ ]    |
| ۱ آوریل ۲۱۳۶    | ۱۳:۲۶:۱۹           | ۱۴۱        | حلقه‌ای | ۰٫۹۴۳۰ | ۰۶ دقیقه ۱۴ ثانیه | ۱۶°۳۰′شمالی ۲۶°۰۰′غربی / ۱۶٫۵°شمالی ۲۶٫۰°غربی   | ۲۱۶ کیلومتر (۱۳۴ مایل) |                 | [ ۱ ]    |
| ۲۶ سپتامبر ۲۱۳۶ | ۰۰:۱۲:۱۴           | ۱۴۶        | کامل   | ۱٫۰۲۹۲ | ۰۲ دقیقه ۳۴ ثانیه | ۱۳°۰۰′جنوبی ۱۶۹°۲۴′شرقی / ۱۳٫۰°جنوبی ۱۶۹٫۴°شرقی | ۱۰۱ کیلومتر (۶۳ مایل)  |                 | [ ۱ ]    |
| ۲۱ مارس ۲۱۳۷    | ۱۸:۱۶:۳۸           | ۱۵۱        | حلقه‌ای | ۰٫۹۷۶۹ | ۰۱ دقیقه ۴۰ ثانیه | ۵۵°۳۶′شمالی ۱۴۴°۴۸′غربی / ۵۵٫۶°شمالی ۱۴۴٫۸°غربی | ۲۳۳ کیلومتر (۱۴۵ مایل) |                 | [ ۱ ]    |
| ۱۵ سپتامبر ۲۱۳۷ | ۰۹:۵۶:۳۴           | ۱۵۶        | جزئی   | ۰٫۹۴۳۶ | —                 | ۶۱°۰۰′جنوبی ۵۳°۴۸′غربی / ۶۱٫۰°جنوبی ۵۳٫۸°غربی   | —                      |                 | [ ۱ ]    |
| ۹ فوریه ۲۱۳۸    | ۱۹:۵۵:۲۳           | ۱۲۳        | جزئی   | ۰٫۸۴۵۳ | —                 | ۶۲°۰۶′جنوبی ۵°۰۶′شرقی / ۶۲٫۱°جنوبی ۵٫۱°شرقی     | —                      |                 | [ ۱ ]    |
| ۵ اوت ۲۱۳۸      | ۲۱:۰۸:۵۷           | ۱۲۸        | جزئی   | ۰٫۸۲۸۵ | —                 | ۶۲°۲۴′شمالی ۹°۱۲′غربی / ۶۲٫۴°شمالی ۹٫۲°غربی     | —                      |                 | [ ۱ ]    |
| ۳۰ ژانویه ۲۱۳۹  | ۱۱:۴۲:۲۵           | ۱۳۳        | کامل   | ۱٫۰۳۶۴ | ۰۲ دقیقه ۴۹ ثانیه | ۴۱°۰۰′جنوبی ۲۰°۴۲′شرقی / ۴۱٫۰°جنوبی ۲۰٫۷°شرقی   | ۱۳۵ کیلومتر (۸۴ مایل)  |                 | [ ۱ ]    |
| ۲۵ ژوئیه ۲۱۳۹   | ۲۳:۲۶:۳۳           | ۱۳۸        | حلقه‌ای | ۰٫۹۷۷۸ | ۰۲ دقیقه ۱۳ ثانیه | ۳۵°۴۸′شمالی ۱۶۱°۵۴′غربی / ۳۵٫۸°شمالی ۱۶۱٫۹°غربی | ۸۳ کیلومتر (۵۲ مایل)   |                 | [ ۱ ]    |
| ۲۰ ژانویه ۲۱۴۰  | ۰۰:۲۳:۱۱           | ۱۴۳        | حلقه‌ای | ۰٫۹۸۸۲ | ۰۱ دقیقه ۱۷ ثانیه | ۵°۳۰′جنوبی ۱۷۳°۲۴′شرقی / ۵٫۵°جنوبی ۱۷۳٫۴°شرقی   | ۴۳ کیلومتر (۲۷ مایل)   |                 | [ ۱ ]    |
| ۱۴ ژوئیه ۲۱۴۰   | ۰۸:۳۶:۱۱           | ۱۴۸        | کامل   | ۱٫۰۳۲۲ | ۰۳ دقیقه ۱۸ ثانیه | ۶°۴۲′جنوبی ۴۶°۳۰′شرقی / ۶٫۷°جنوبی ۴۶٫۵°شرقی     | ۱۲۴ کیلومتر (۷۷ مایل)  |                 | [ ۱ ]    |
| ۸ ژانویه ۲۱۴۱   | ۰۶:۱۲:۳۸           | ۱۵۳        | حلقه‌ای | ۰٫۹۵۲۲ | —                 | ۶۴°۱۸′شمالی ۵۷°۴۲′شرقی / ۶۴٫۳°شمالی ۵۷٫۷°شرقی   | —                      |                 | [ ۱ ]    |
| ۴ ژوئن ۲۱۴۱     | ۱۷:۰۹:۵۹           | ۱۲۰        | جزئی   | ۰٫۴۴۵۸ | —                 | ۶۷°۳۰′شمالی ۱۰۶°۴۲′شرقی / ۶۷٫۵°شمالی ۱۰۶٫۷°شرقی | —                      |                 | [ ۱ ]    |
| ۳ ژوئیه ۲۱۴۱    | ۲۳:۵۳:۳۸           | ۱۵۸        | جزئی   | ۰٫۶۳۰۵ | —                 | ۶۴°۵۴′جنوبی ۱۵۸°۰۰′شرقی / ۶۴٫۹°جنوبی ۱۵۸٫۰°شرقی | —                      |                 | [ ۱ ]    |
| ۲۸ نوامبر ۲۱۴۱  | ۱۰:۵۹:۳۳           | ۱۲۵        | جزئی   | ۰٫۳۵۷۷ | —                 | ۶۸°۱۲′جنوبی ۱۵۵°۰۰′غربی / ۶۸٫۲°جنوبی ۱۵۵٫۰°غربی | —                      |                 | [ ۱ ]    |
| ۲۵ مه ۲۱۴۲      | ۰۹:۳۲:۳۷           | ۱۳۰        | کامل   | ۱٫۰۴۴۹ | ۰۳ دقیقه ۱۷ ثانیه | ۵۷°۲۴′شمالی ۳۱°۵۴′شرقی / ۵۷٫۴°شمالی ۳۱٫۹°شرقی   | ۱۸۷ کیلومتر (۱۱۶ مایل) |                 | [ ۱ ]    |
| ۱۷ نوامبر ۲۱۴۲  | ۱۴:۴۳:۰۸           | ۱۳۵        | حلقه‌ای | ۰٫۹۷۲۷ | ۰۲ دقیقه ۱۹ ثانیه | ۵۶°۲۴′جنوبی ۵۲°۲۴′غربی / ۵۶٫۴°جنوبی ۵۲٫۴°غربی   | ۱۲۴ کیلومتر (۷۷ مایل)  |                 | [ ۱ ]    |
| ۱۴ مه ۲۱۴۳      | ۲۰:۵۸:۱۴           | ۱۴۰        | حلقه‌ای | ۰٫۹۹۰۸ | ۰۱ دقیقه ۰۵ ثانیه | ۹°۲۴′شمالی ۱۳۲°۴۲′غربی / ۹٫۴°شمالی ۱۳۲٫۷°غربی   | ۳۳ کیلومتر (۲۱ مایل)   |                 | [ ۱ ]    |
| ۷ نوامبر ۲۱۴۳   | ۰۱:۵۱:۱۶           | ۱۴۵        | کامل   | ۱٫۰۳۲۶ | ۰۳ دقیقه ۱۴ ثانیه | ۹°۲۴′جنوبی ۱۵۰°۴۸′شرقی / ۹٫۴°جنوبی ۱۵۰٫۸°شرقی   | ۱۱۱ کیلومتر (۶۹ مایل)  |                 | [ ۱ ]    |
| ۳ مه ۲۱۴۴       | ۰۱:۰۲:۰۶           | ۱۵۰        | حلقه‌ای | ۰٫۹۳۶۳ | ۰۶ دقیقه ۰۹ ثانیه | ۵۳°۳۶′جنوبی ۱۷۵°۵۴′غربی / ۵۳٫۶°جنوبی ۱۷۵٫۹°غربی | ۷۲۷ کیلومتر (۴۵۲ مایل) |                 | [ ۱ ]    |
| ۲۶ اکتبر ۲۱۴۴   | ۱۷:۳۲:۴۰           | ۱۵۵        | کامل   | ۱٫۰۵۱۲ | ۰۴ دقیقه ۰۵ ثانیه | ۳۹°۱۲′شمالی ۷۱°۱۲′غربی / ۳۹٫۲°شمالی ۷۱٫۲°غربی   | ۲۸۴ کیلومتر (۱۷۶ مایل) |                 | [ ۱ ]    |
| ۲۳ مارس ۲۱۴۵    | ۰۹:۰۹:۳۸           | ۱۲۲        | جزئی   | ۰٫۵۳۱۱ | —                 | ۷۲°۰۶′شمالی ۴۸°۰۰′غربی / ۷۲٫۱°شمالی ۴۸٫۰°غربی   | —                      |                 | [ ۱ ]    |
| ۱۶ سپتامبر ۲۱۴۵ | ۲۲:۵۷:۱۰           | ۱۲۷        | جزئی   | ۰٫۷۳۶۸ | —                 | ۷۲°۰۶′جنوبی ۱۱۲°۴۸′شرقی / ۷۲٫۱°جنوبی ۱۱۲٫۸°شرقی | —                      |                 | [ ۱ ]    |
| ۱۶ اکتبر ۲۱۴۵   | ۰۹:۱۱:۲۸           | ۱۶۵        | جزئی   | ۰٫۰۳۵۹ | —                 | ۷۱°۲۴′شمالی ۱۰۱°۴۲′شرقی / ۷۱٫۴°شمالی ۱۰۱٫۷°شرقی | —                      |                 | [ ۱ ]    |
| ۱۲ مارس ۲۱۴۶    | ۱۵:۵۸:۱۵           | ۱۳۲        | حلقه‌ای | ۰٫۹۹۹۵ | ۰۰ دقیقه ۰۳ ثانیه | ۲۴°۲۴′شمالی ۶۵°۰۰′غربی / ۲۴٫۴°شمالی ۶۵٫۰°غربی   | ۲ کیلومتر (۱٫۲ مایل)   |                 | [ ۱ ]    |
| ۶ سپتامبر ۲۱۴۶  | ۰۶:۴۴:۰۰           | ۱۳۷        | حلقه‌ای | ۰٫۹۶۳۹ | ۰۴ دقیقه ۱۳ ثانیه | ۱۷°۴۸′جنوبی ۷۲°۳۶′شرقی / ۱۷٫۸°جنوبی ۷۲٫۶°شرقی   | ۱۴۳ کیلومتر (۸۹ مایل)  |                 | [ ۱ ]    |
| ۲ مارس ۲۱۴۷     | ۰۵:۱۸:۵۴           | ۱۴۲        | کامل   | ۱٫۰۴۵۲ | ۰۴ دقیقه ۰۲ ثانیه | ۲۰°۳۰′جنوبی ۱۰۸°۴۸′شرقی / ۲۰٫۵°جنوبی ۱۰۸٫۸°شرقی | ۱۵۵ کیلومتر (۹۶ مایل)  |                 | [ ۱ ]    |
| ۲۶ اوت ۲۱۴۷     | ۰۸:۰۹:۱۵           | ۱۴۷        | حلقه‌ای | ۰٫۹۴۲۵ | ۰۶ دقیقه ۴۹ ثانیه | ۲۹°۰۰′شمالی ۶۵°۱۲′شرقی / ۲۹٫۰°شمالی ۶۵٫۲°شرقی   | ۲۲۴ کیلومتر (۱۳۹ مایل) |                 | [ ۱ ]    |
| ۱۹ فوریه ۲۱۴۸   | ۲۱:۱۸:۰۰           | ۱۵۲        | کامل   | ۱٫۰۳۷۰ | ۰۲ دقیقه ۱۳ ثانیه | ۷۰°۵۴′جنوبی ۸۸°۱۸′غربی / ۷۰٫۹°جنوبی ۸۸٫۳°غربی   | ۳۰۵ کیلومتر (۱۹۰ مایل) |                 | [ ۱ ]    |
| ۱۴ اوت ۲۱۴۸     | ۰۹:۲۲:۲۱           | ۱۵۷        | جزئی   | ۰٫۸۵۶۲ | —                 | ۷۰°۴۲′شمالی ۱۷۸°۰۰′شرقی / ۷۰٫۷°شمالی ۱۷۸٫۰°شرقی | —                      |                 | [ ۱ ]    |
| ۹ ژانویه ۲۱۴۹   | ۲۱:۳۰:۳۸           | ۱۲۴        | جزئی   | ۰٫۶۵۷۵ | —                 | ۶۷°۵۴′شمالی ۱۴۶°۴۲′غربی / ۶۷٫۹°شمالی ۱۴۶٫۷°غربی | —                      |                 | [ ۱ ]    |
| ۵ ژوئیه ۲۱۴۹    | ۰۷:۵۹:۳۴           | ۱۲۹        | کامل   | ۱٫۰۴۰۸ | ۰۳ دقیقه ۳۸ ثانیه | ۳۶°۱۸′جنوبی ۶۲°۲۴′شرقی / ۳۶٫۳°جنوبی ۶۲٫۴°شرقی   | ۲۶۴ کیلومتر (۱۶۴ مایل) |                 | [ ۱ ]    |
| ۳۰ دسامبر ۲۱۴۹  | ۰۱:۱۳:۰۴           | ۱۳۴        | حلقه‌ای | ۰٫۹۲۴۵ | ۱۰ دقیقه ۴۲ ثانیه | ۸°۳۶′شمالی ۱۶۴°۴۲′شرقی / ۸٫۶°شمالی ۱۶۴٫۷°شرقی   | ۳۳۴ کیلومتر (۲۰۸ مایل) |                 | [ ۱ ]    |
| ۲۵ ژوئن ۲۱۵۰    | ۰۰:۱۷:۲۵           | ۱۳۹        | کامل   | ۱٫۰۸۰۲ | ۰۷ دقیقه ۱۴ ثانیه | ۱۸°۱۸′شمالی ۱۷۸°۰۶′شرقی / ۱۸٫۳°شمالی ۱۷۸٫۱°شرقی | ۲۶۰ کیلومتر (۱۶۰ مایل) |                 | [ ۱ ]    |
| ۱۹ دسامبر ۲۱۵۰  | ۰۰:۱۷:۰۲           | ۱۴۴        | حلقه‌ای | ۰٫۹۲۱۱ | ۰۹ دقیقه ۴۶ ثانیه | ۳۲°۱۸′جنوبی ۱۷۵°۰۰′شرقی / ۳۲٫۳°جنوبی ۱۷۵٫۰°شرقی | ۳۰۲ کیلومتر (۱۸۸ مایل) |                 | [ ۱ ]    |
| ۱۴ ژوئن ۲۱۵۱    | ۱۷:۱۳:۴۵           | ۱۴۹        | کامل   | ۱٫۰۵۶۹ | ۰۳ دقیقه ۴۸ ثانیه | ۶۳°۴۲′شمالی ۸۹°۲۴′غربی / ۶۳٫۷°شمالی ۸۹٫۴°غربی   | ۲۴۹ کیلومتر (۱۵۵ مایل) |                 | [ ۱ ]    |
| ۸ دسامبر ۲۱۵۱   | ۰۲:۱۸:۳۱           | ۱۵۴        | حلقه‌ای | ۰٫۹۵۲۶ | ۰۳ دقیقه ۲۲ ثانیه | ۷۵°۰۶′جنوبی ۱۰۳°۰۶′شرقی / ۷۵٫۱°جنوبی ۱۰۳٫۱°شرقی | ۳۱۴ کیلومتر (۱۹۵ مایل) |                 | [ ۱ ]    |
| ۴ مه ۲۱۵۲       | ۱۸:۱۴:۰۲           | ۱۲۱        | جزئی   | ۰٫۵۰۴۴ | —                 | ۶۲°۱۸′جنوبی ۳۶°۴۸′غربی / ۶۲٫۳°جنوبی ۳۶٫۸°غربی   | —                      |                 | [ ۱ ]    |
| ۳ ژوئن ۲۱۵۲     | ۰۶:۱۱:۱۹           | ۱۵۹        | جزئی   | ۰٫۱۴۷۸ | —                 | ۶۴°۳۰′شمالی ۶۱°۳۰′غربی / ۶۴٫۵°شمالی ۶۱٫۵°غربی   | —                      |                 | [ ۱ ]    |
| ۲۸ اکتبر ۲۱۵۲   | ۰۰:۵۷:۳۴           | ۱۲۶        | جزئی   | ۰٫۵۹۲۶ | —                 | ۶۱°۵۴′شمالی ۱۳۳°۱۸′غربی / ۶۱٫۹°شمالی ۱۳۳٫۳°غربی | —                      |                 | [ ۱ ]    |
| ۲۶ نوامبر ۲۱۵۲  | ۱۱:۴۱:۰۸           | ۱۶۴        | جزئی   | ۰٫۱۴۰۹ | —                 | ۶۳°۴۸′جنوبی ۱۳۸°۲۴′غربی / ۶۳٫۸°جنوبی ۱۳۸٫۴°غربی | —                      |                 | [ ۱ ]    |
| ۲۳ آوریل ۲۱۵۳   | ۲۰:۲۹:۲۴           | ۱۳۱        | حلقه‌ای | ۰٫۹۳۶۴ | ۰۷ دقیقه ۳۱ ثانیه | ۱۷°۵۴′جنوبی ۱۱۱°۴۸′غربی / ۱۷٫۹°جنوبی ۱۱۱٫۸°غربی | ۲۷۹ کیلومتر (۱۷۳ مایل) |                 | [ ۱ ]    |
| ۱۷ اکتبر ۲۱۵۳   | ۱۷:۱۲:۱۸           | ۱۳۶        | کامل   | ۱٫۰۵۶۰ | ۰۴ دقیقه ۳۶ ثانیه | ۱۸°۴۸′شمالی ۶۵°۴۲′غربی / ۱۸٫۸°شمالی ۶۵٫۷°غربی   | ۲۱۴ کیلومتر (۱۳۳ مایل) |                 | [ ۱ ]    |
| ۱۲ آوریل ۲۱۵۴   | ۲۰:۴۳:۰۱           | ۱۴۱        | حلقه‌ای | ۰٫۹۴۷۸ | ۰۵ دقیقه ۴۲ ثانیه | ۱۸°۱۲′شمالی ۱۳۴°۱۲′غربی / ۱۸٫۲°شمالی ۱۳۴٫۲°غربی | ۱۹۵ کیلومتر (۱۲۱ مایل) |                 | [ ۱ ]    |
| ۷ اکتبر ۲۱۵۴    | ۰۸:۰۳:۵۰           | ۱۴۶        | کامل   | ۱٫۰۲۳۴ | ۰۲ دقیقه ۰۵ ثانیه | ۱۵°۰۶′جنوبی ۵۲°۰۶′شرقی / ۱۵٫۱°جنوبی ۵۲٫۱°شرقی   | ۸۱ کیلومتر (۵۰ مایل)   |                 | [ ۱ ]    |
| ۲ آوریل ۲۱۵۵    | ۰۲:۰۶:۳۴           | ۱۵۱        | حلقه‌ای | ۰٫۹۸۴۴ | ۰۱ دقیقه ۰۷ ثانیه | ۵۵°۳۶′شمالی ۱۰۱°۱۸′شرقی / ۵۵٫۶°شمالی ۱۰۱٫۳°شرقی | ۱۲۳ کیلومتر (۷۶ مایل)  |                 | [ ۱ ]    |
| ۲۶ سپتامبر ۲۱۵۵ | ۱۷:۱۴:۲۷           | ۱۵۶        | حلقه‌ای | ۰٫۹۵۹۳ | ۰۲ دقیقه ۵۵ ثانیه | ۵۸°۳۶′جنوبی ۱۴۳°۰۰′غربی / ۵۸٫۶°جنوبی ۱۴۳٫۰°غربی | ۵۷۰ کیلومتر (۳۵۰ مایل) |                 | [ ۱ ]    |
| ۲۱ فوریه ۲۱۵۶   | ۰۴:۳۶:۰۲           | ۱۲۳        | جزئی   | ۰٫۸۲۳۰ | —                 | ۶۱°۳۶′جنوبی ۱۳۳°۴۲′غربی / ۶۱٫۶°جنوبی ۱۳۳٫۷°غربی | —                      |                 | [ ۱ ]    |
| ۱۶ اوت ۲۱۵۶     | ۰۳:۴۱:۲۸           | ۱۲۸        | جزئی   | ۰٫۶۹۱۲ | —                 | ۶۱°۵۴′شمالی ۱۱۶°۰۶′غربی / ۶۱٫۹°شمالی ۱۱۶٫۱°غربی | —                      |                 | [ ۱ ]    |
| ۹ فوریه ۲۱۵۷    | ۲۰:۲۵:۳۶           | ۱۳۳        | کامل   | ۱٫۰۳۶۲ | ۰۲ دقیقه ۴۹ ثانیه | ۳۷°۴۲′جنوبی ۱۰۸°۲۴′غربی / ۳۷٫۷°جنوبی ۱۰۸٫۴°غربی | ۱۳۵ کیلومتر (۸۴ مایل)  |                 | [ ۱ ]    |
| ۵ اوت ۲۱۵۷      | ۰۶:۱۴:۲۰           | ۱۳۸        | حلقه‌ای | ۰٫۹۷۹۲ | ۰۱ دقیقه ۵۹ ثانیه | ۳۷°۰۶′شمالی ۹۹°۳۶′شرقی / ۳۷٫۱°شمالی ۹۹٫۶°شرقی   | ۸۰ کیلومتر (۵۰ مایل)   |                 | [ ۱ ]    |
| ۳۰ ژانویه ۲۱۵۸  | ۰۸:۵۴:۳۷           | ۱۴۳        | حلقه‌ای | ۰٫۹۸۶۳ | ۰۱ دقیقه ۲۷ ثانیه | ۳°۲۴′جنوبی ۴۵°۳۰′شرقی / ۳٫۴°جنوبی ۴۵٫۵°شرقی     | ۵۰ کیلومتر (۳۱ مایل)   |                 | [ ۱ ]    |
| ۲۵ ژوئیه ۲۱۵۸   | ۱۵:۴۹:۱۷           | ۱۴۸        | کامل   | ۱٫۰۳۵۶ | ۰۳ دقیقه ۳۲ ثانیه | ۳°۲۴′جنوبی ۶۱°۴۸′غربی / ۳٫۴°جنوبی ۶۱٫۸°غربی     | ۱۳۱ کیلومتر (۸۱ مایل)  |                 | [ ۱ ]    |
| ۱۹ ژانویه ۲۱۵۹  | ۱۴:۲۳:۲۷           | ۱۵۳        | حلقه‌ای | ۰٫۹۶۰۰ | —                 | ۶۳°۲۴′شمالی ۷۴°۱۲′غربی / ۶۳٫۴°شمالی ۷۴٫۲°غربی   | —                      |                 | [ ۱ ]    |
| ۱۶ ژوئن ۲۱۵۹    | ۰۰:۴۲:۴۴           | ۱۲۰        | جزئی   | ۰٫۳۱۲۴ | —                 | ۶۶°۳۰′شمالی ۱۷°۰۰′غربی / ۶۶٫۵°شمالی ۱۷٫۰°غربی   | —                      |                 | [ ۱ ]    |
| ۱۵ ژوئیه ۲۱۵۹   | ۰۷:۲۰:۵۰           | ۱۵۸        | جزئی   | ۰٫۷۷۴۳ | —                 | ۶۴°۰۰′جنوبی ۳۶°۴۲′شرقی / ۶۴٫۰°جنوبی ۳۶٫۷°شرقی   | —                      |                 | [ ۱ ]    |
| ۹ دسامبر ۲۱۵۹   | ۱۸:۵۸:۳۳           | ۱۲۵        | جزئی   | ۰٫۳۳۹۲ | —                 | ۶۷°۱۲′جنوبی ۷۴°۲۴′شرقی / ۶۷٫۲°جنوبی ۷۴٫۴°شرقی   | —                      |                 | [ ۱ ]    |
| ۴ ژوئن ۲۱۶۰     | ۱۶:۵۸:۳۶           | ۱۳۰        | کامل   | ۱٫۰۴۲۸ | ۰۲ دقیقه ۵۸ ثانیه | ۶۴°۳۰′شمالی ۷۴°۵۴′غربی / ۶۴٫۵°شمالی ۷۴٫۹°غربی   | ۱۹۲ کیلومتر (۱۱۹ مایل) |                 | [ ۱ ]    |
| ۲۷ نوامبر ۲۱۶۰  | ۲۲:۵۸:۳۲           | ۱۳۵        | حلقه‌ای | ۰٫۹۷۳۴ | ۰۲ دقیقه ۱۲ ثانیه | ۶۰°۰۶′جنوبی ۱۷۱°۳۶′غربی / ۶۰٫۱°جنوبی ۱۷۱٫۶°غربی | ۱۲۳ کیلومتر (۷۶ مایل)  |                 | [ ۱ ]    |
| ۲۵ مه ۲۱۶۱      | ۰۴:۰۵:۴۳           | ۱۴۰        | حلقه‌ای | ۰٫۹۸۹۸ | ۰۱ دقیقه ۱۲ ثانیه | ۱۵°۴۲′شمالی ۱۱۹°۴۸′شرقی / ۱۵٫۷°شمالی ۱۱۹٫۸°شرقی | ۳۶ کیلومتر (۲۲ مایل)   |                 | [ ۱ ]    |
| ۱۷ نوامبر ۲۱۶۱  | ۱۰:۱۹:۳۰           | ۱۴۵        | کامل   | ۱٫۰۳۲۵ | ۰۳ دقیقه ۱۳ ثانیه | ۱۳°۲۴′جنوبی ۲۳°۳۶′شرقی / ۱۳٫۴°جنوبی ۲۳٫۶°شرقی   | ۱۱۰ کیلومتر (۶۸ مایل)  |                 | [ ۱ ]    |
| ۱۴ مه ۲۱۶۲      | ۰۷:۵۲:۴۶           | ۱۵۰        | حلقه‌ای | ۰٫۹۳۹۶ | ۰۶ دقیقه ۳۷ ثانیه | ۴۲°۱۸′جنوبی ۷۲°۴۸′شرقی / ۴۲٫۳°جنوبی ۷۲٫۸°شرقی   | ۴۶۸ کیلومتر (۲۹۱ مایل) |                 | [ ۱ ]    |
| ۷ نوامبر ۲۱۶۲   | ۰۱:۵۹:۴۰           | ۱۵۵        | کامل   | ۱٫۰۴۸۹ | ۰۴ دقیقه ۰۵ ثانیه | ۳۴°۰۶′شمالی ۱۵۸°۱۸′شرقی / ۳۴٫۱°شمالی ۱۵۸٫۳°شرقی | ۲۵۸ کیلومتر (۱۶۰ مایل) |                 | [ ۱ ]    |
| ۳ آوریل ۲۱۶۳    | ۱۶:۴۱:۵۱           | ۱۲۲        | جزئی   | ۰٫۴۶۹۸ | —                 | ۷۱°۵۴′شمالی ۱۷۵°۰۰′غربی / ۷۱٫۹°شمالی ۱۷۵٫۰°غربی | —                      |                 | [ ۱ ]    |
| ۲۸ سپتامبر ۲۱۶۳ | ۰۶:۳۴:۳۴           | ۱۲۷        | جزئی   | ۰٫۶۳۷۷ | —                 | ۷۲°۰۶′جنوبی ۱۵°۳۶′غربی / ۷۲٫۱°جنوبی ۱۵٫۶°غربی   | —                      |                 | [ ۱ ]    |
| ۲۷ اکتبر ۲۱۶۳   | ۱۷:۲۰:۵۲           | ۱۶۵        | جزئی   | ۰٫۰۸۸۸ | —                 | ۷۰°۴۸′شمالی ۳۳°۵۴′غربی / ۷۰٫۸°شمالی ۳۳٫۹°غربی   | —                      |                 | [ ۱ ]    |
| ۲۳ مارس ۲۱۶۴    | ۰۰:۰۲:۴۷           | ۱۳۲        | مرکب   | ۱٫۰۰۵۱ | ۰۰ دقیقه ۲۹ ثانیه | ۳۰°۲۴′شمالی ۱۷۲°۰۶′شرقی / ۳۰٫۴°شمالی ۱۷۲٫۱°شرقی | ۲۰ کیلومتر (۱۲ مایل)   |                 | [ ۱ ]    |
| ۱۶ سپتامبر ۲۱۶۴ | ۱۳:۴۸:۲۰           | ۱۳۷        | حلقه‌ای | ۰٫۹۵۸۳ | ۰۴ دقیقه ۴۲ ثانیه | ۲۵°۴۲′جنوبی ۳۶°۱۸′غربی / ۲۵٫۷°جنوبی ۳۶٫۳°غربی   | ۱۷۲ کیلومتر (۱۰۷ مایل) |                 | [ ۱ ]    |
| ۱۲ مارس ۲۱۶۵    | ۱۳:۴۵:۵۰           | ۱۴۲        | کامل   | ۱٫۰۴۹۵ | ۰۴ دقیقه ۲۷ ثانیه | ۱۴°۵۴′جنوبی ۱۸°۴۸′غربی / ۱۴٫۹°جنوبی ۱۸٫۸°غربی   | ۱۶۸ کیلومتر (۱۰۴ مایل) |                 | [ ۱ ]    |
| ۵ سپتامبر ۲۱۶۵  | ۱۴:۵۲:۴۵           | ۱۴۷        | حلقه‌ای | ۰٫۹۴۰۶ | ۰۷ دقیقه ۲۲ ثانیه | ۲۰°۴۲′شمالی ۳۷°۳۰′غربی / ۲۰٫۷°شمالی ۳۷٫۵°غربی   | ۲۲۷ کیلومتر (۱۴۱ مایل) |                 | [ ۱ ]    |
| ۲ مارس ۲۱۶۶     | ۰۵:۵۳:۲۱           | ۱۵۲        | کامل   | ۱٫۰۳۸۸ | ۰۲ دقیقه ۲۶ ثانیه | ۶۵°۲۴′جنوبی ۱۳۴°۲۴′شرقی / ۶۵٫۴°جنوبی ۱۳۴٫۴°شرقی | ۲۹۴ کیلومتر (۱۸۳ مایل) |                 | [ ۱ ]    |
| ۲۵ اوت ۲۱۶۶     | ۱۶:۱۳:۳۵           | ۱۵۷        | حلقه‌ای | ۰٫۹۵۳۱ | ۰۳ دقیقه ۰۰ ثانیه | ۷۴°۲۴′شمالی ۴۱°۳۰′شرقی / ۷۴٫۴°شمالی ۴۱٫۵°شرقی   | —                      |                 | [ ۱ ]    |
| ۲۱ ژانویه ۲۱۶۷  | ۰۵:۵۶:۲۵           | ۱۲۴        | جزئی   | ۰٫۶۴۱۳ | —                 | ۶۸°۵۴′شمالی ۷۵°۳۰′شرقی / ۶۸٫۹°شمالی ۷۵٫۵°شرقی   | —                      |                 | [ ۱ ]    |
| ۱۶ ژوئیه ۲۱۶۷   | ۱۵:۱۷:۴۸           | ۱۲۹        | کامل   | ۱٫۰۴۱۰ | ۰۳ دقیقه ۱۹ ثانیه | ۴۶°۴۸′جنوبی ۵۲°۲۴′غربی / ۴۶٫۸°جنوبی ۵۲٫۴°غربی   | ۳۶۸ کیلومتر (۲۲۹ مایل) |                 | [ ۱ ]    |
| ۱۰ ژانویه ۲۱۶۸  | ۰۹:۱۹:۰۳           | ۱۳۴        | حلقه‌ای | ۰٫۹۲۳۰ | ۱۰ دقیقه ۵۵ ثانیه | ۱۰°۱۸′شمالی ۴۲°۰۶′شرقی / ۱۰٫۳°شمالی ۴۲٫۱°شرقی   | ۳۴۴ کیلومتر (۲۱۴ مایل) |                 | [ ۱ ]    |
| ۵ ژوئیه ۲۱۶۸    | ۰۷:۴۵:۲۳           | ۱۳۹        | کامل   | ۱٫۰۸۰۷ | ۰۷ دقیقه ۲۶ ثانیه | ۱۳°۱۲′شمالی ۶۶°۲۴′شرقی / ۱۳٫۲°شمالی ۶۶٫۴°شرقی   | ۲۶۴ کیلومتر (۱۶۴ مایل) |                 | [ ۱ ]    |
| ۲۹ دسامبر ۲۱۶۸  | ۰۸:۱۹:۳۳           | ۱۴۴        | حلقه‌ای | ۰٫۹۲۱۵ | ۰۹ دقیقه ۵۲ ثانیه | ۳۱°۳۶′جنوبی ۵۶°۴۲′شرقی / ۳۱٫۶°جنوبی ۵۶٫۷°شرقی   | ۳۰۰ کیلومتر (۱۹۰ مایل) |                 | [ ۱ ]    |
| ۲۵ ژوئن ۲۱۶۹    | ۰۰:۳۷:۰۹           | ۱۴۹        | کامل   | ۱٫۰۵۶۲ | ۰۳ دقیقه ۵۸ ثانیه | ۵۹°۱۲′شمالی ۱۶۸°۳۶′شرقی / ۵۹٫۲°شمالی ۱۶۸٫۶°شرقی | ۲۲۹ کیلومتر (۱۴۲ مایل) |                 | [ ۱ ]    |
| ۱۸ دسامبر ۲۱۶۹  | ۱۰:۳۷:۰۷           | ۱۵۴        | حلقه‌ای | ۰٫۹۵۴۴ | ۰۳ دقیقه ۱۵ ثانیه | ۷۷°۱۸′جنوبی ۶°۰۶′غربی / ۷۷٫۳°جنوبی ۶٫۱°غربی     | ۲۹۵ کیلومتر (۱۸۳ مایل) |                 | [ ۱ ]    |
| ۱۶ مه ۲۱۷۰      | ۰۱:۱۸:۳۳           | ۱۲۱        | جزئی   | ۰٫۳۸۳۱ | —                 | ۶۳°۰۰′جنوبی ۱۵۱°۵۴′غربی / ۶۳٫۰°جنوبی ۱۵۱٫۹°غربی | —                      |                 | [ ۱ ]    |
| ۱۴ ژوئن ۲۱۷۰    | ۱۳:۱۵:۱۱           | ۱۵۹        | جزئی   | ۰٫۲۷۱۹ | —                 | ۶۵°۲۴′شمالی ۱۷۷°۰۶′غربی / ۶۵٫۴°شمالی ۱۷۷٫۱°غربی | —                      |                 | [ ۱ ]    |
| ۸ نوامبر ۲۱۷۰   | ۰۹:۲۳:۰۷           | ۱۲۶        | جزئی   | ۰٫۵۵۲۴ | —                 | ۶۲°۳۰′شمالی ۹۱°۳۶′شرقی / ۶۲٫۵°شمالی ۹۱٫۶°شرقی   | —                      |                 | [ ۱ ]    |
| ۷ دسامبر ۲۱۷۰   | ۲۰:۱۷:۰۸           | ۱۶۴        | جزئی   | ۰٫۱۶۵۳ | —                 | ۶۴°۴۲′جنوبی ۸۳°۰۶′شرقی / ۶۴٫۷°جنوبی ۸۳٫۱°شرقی   | —                      |                 | [ ۱ ]    |
| ۵ مه ۲۱۷۱       | ۰۳:۲۳:۱۵           | ۱۳۱        | حلقه‌ای | ۰٫۹۳۷۸ | ۰۷ دقیقه ۳۲ ثانیه | ۱۹°۲۴′جنوبی ۱۴۴°۴۸′شرقی / ۱۹٫۴°جنوبی ۱۴۴٫۸°شرقی | ۲۸۹ کیلومتر (۱۸۰ مایل) |                 | [ ۱ ]    |
| ۲۹ اکتبر ۲۱۷۱   | ۰۱:۳۱:۰۳           | ۱۳۶        | کامل   | ۱٫۰۵۱۶ | ۰۴ دقیقه ۲۳ ثانیه | ۱۷°۳۶′شمالی ۱۶۹°۰۶′شرقی / ۱۷٫۶°شمالی ۱۶۹٫۱°شرقی | ۲۰۳ کیلومتر (۱۲۶ مایل) |                 | [ ۱ ]    |
| ۲۳ آوریل ۲۱۷۲   | ۰۳:۵۳:۱۵           | ۱۴۱        | حلقه‌ای | ۰٫۹۵۲۸ | ۰۵ دقیقه ۱۲ ثانیه | ۱۹°۱۲′شمالی ۱۱۹°۳۶′شرقی / ۱۹٫۲°شمالی ۱۱۹٫۶°شرقی | ۱۷۴ کیلومتر (۱۰۸ مایل) |                 | [ ۱ ]    |
| ۱۷ اکتبر ۲۱۷۲   | ۱۶:۰۱:۳۶           | ۱۴۶        | مرکب   | ۱٫۰۱۷۴ | ۰۱ دقیقه ۳۴ ثانیه | ۱۷°۱۸′جنوبی ۶۶°۳۶′غربی / ۱۷٫۳°جنوبی ۶۶٫۶°غربی   | ۶۰ کیلومتر (۳۷ مایل)   |                 | [ ۱ ]    |
| ۱۲ آوریل ۲۱۷۳   | ۰۹:۴۹:۴۰           | ۱۵۱        | حلقه‌ای | ۰٫۹۹۱۹ | ۰۰ دقیقه ۳۵ ثانیه | ۵۶°۱۲′شمالی ۱۰°۱۸′غربی / ۵۶٫۲°شمالی ۱۰٫۳°غربی   | ۵۳ کیلومتر (۳۳ مایل)   |                 | [ ۱ ]    |
| ۷ اکتبر ۲۱۷۳    | ۰۰:۳۹:۱۴           | ۱۵۶        | حلقه‌ای | ۰٫۹۵۵۸ | ۰۳ دقیقه ۱۷ ثانیه | ۵۷°۴۸′جنوبی ۱۱۴°۰۰′شرقی / ۵۷٫۸°جنوبی ۱۱۴٫۰°شرقی | ۴۰۲ کیلومتر (۲۵۰ مایل) |                 | [ ۱ ]    |
| ۳ مارس ۲۱۷۴     | ۱۳:۱۱:۵۴           | ۱۲۳        | جزئی   | ۰٫۷۹۲۴ | —                 | ۶۱°۱۸′جنوبی ۸۸°۴۲′شرقی / ۶۱٫۳°جنوبی ۸۸٫۷°شرقی   | —                      |                 | [ ۱ ]    |
| ۱ آوریل ۲۱۷۴    | ۲۲:۳۹:۰۹           | ۱۶۱        | جزئی   | ۰٫۰۴۷۰ | —                 | ۶۱°۱۲′شمالی ۱۰۳°۴۸′شرقی / ۶۱٫۲°شمالی ۱۰۳٫۸°شرقی | —                      |                 | [ ۱ ]    |
| ۲۷ اوت ۲۱۷۴     | ۱۰:۱۹:۵۵           | ۱۲۸        | جزئی   | ۰٫۵۶۲۹ | —                 | ۶۱°۲۴′شمالی ۱۳۵°۳۶′شرقی / ۶۱٫۴°شمالی ۱۳۵٫۶°شرقی | —                      |                 | [ ۱ ]    |
| ۲۱ فوریه ۲۱۷۵   | ۰۵:۰۴:۲۴           | ۱۳۳        | کامل   | ۱٫۰۳۶۲ | ۰۲ دقیقه ۵۰ ثانیه | ۳۴°۱۲′جنوبی ۱۲۲°۵۴′شرقی / ۳۴٫۲°جنوبی ۱۲۲٫۹°شرقی | ۱۳۵ کیلومتر (۸۴ مایل)  |                 | [ ۱ ]    |
| ۱۶ اوت ۲۱۷۵     | ۱۳:۰۸:۱۷           | ۱۳۸        | حلقه‌ای | ۰٫۹۸۰۲ | ۰۱ دقیقه ۵۰ ثانیه | ۳۷°۳۶′شمالی ۰°۳۰′غربی / ۳۷٫۶°شمالی ۰٫۵°غربی     | ۷۸ کیلومتر (۴۸ مایل)   |                 | [ ۱ ]    |
| ۱۰ فوریه ۲۱۷۶   | ۱۷:۲۱:۲۱           | ۱۴۳        | حلقه‌ای | ۰٫۹۸۴۹ | ۰۱ دقیقه ۳۴ ثانیه | ۰°۵۴′جنوبی ۸۱°۱۸′غربی / ۰٫۹°جنوبی ۸۱٫۳°غربی     | ۵۵ کیلومتر (۳۴ مایل)   |                 | [ ۱ ]    |
| ۴ اوت ۲۱۷۶      | ۲۳:۰۵:۵۵           | ۱۴۸        | کامل   | ۱٫۰۳۸۳ | ۰۳ دقیقه ۴۰ ثانیه | ۱°۱۸′جنوبی ۱۷۰°۳۰′غربی / ۱٫۳°جنوبی ۱۷۰٫۵°غربی   | ۱۳۶ کیلومتر (۸۵ مایل)  |                 | [ ۱ ]    |
| ۲۹ ژانویه ۲۱۷۷  | ۲۲:۳۰:۳۰           | ۱۵۳        | حلقه‌ای | ۰٫۹۲۱۲ | ۰۶ دقیقه ۵۵ ثانیه | ۵۷°۳۶′شمالی ۱۶۵°۰۶′شرقی / ۵۷٫۶°شمالی ۱۶۵٫۱°شرقی | —                      |                 | [ ۱ ]    |
| ۲۶ ژوئن ۲۱۷۷    | ۰۸:۱۳:۲۸           | ۱۲۰        | جزئی   | ۰٫۱۷۵۸ | —                 | ۶۵°۳۰′شمالی ۱۳۹°۴۸′غربی / ۶۵٫۵°شمالی ۱۳۹٫۸°غربی | —                      |                 | [ ۱ ]    |
| ۲۵ ژوئیه ۲۱۷۷   | ۱۴:۵۰:۳۳           | ۱۵۸        | جزئی   | ۰٫۹۱۴۹ | —                 | ۶۳°۱۲′جنوبی ۸۵°۰۰′غربی / ۶۳٫۲°جنوبی ۸۵٫۰°غربی   | —                      |                 | [ ۱ ]    |
| ۲۰ دسامبر ۲۱۷۷  | ۰۳:۰۱:۳۵           | ۱۲۵        | جزئی   | ۰٫۳۲۵۱ | —                 | ۶۶°۰۶′جنوبی ۵۶°۴۸′غربی / ۶۶٫۱°جنوبی ۵۶٫۸°غربی   | —                      |                 | [ ۱ ]    |
| ۱۶ ژوئن ۲۱۷۸    | ۰۰:۲۰:۴۲           | ۱۳۰        | کامل   | ۱٫۰۳۹۶ | ۰۲ دقیقه ۳۶ ثانیه | ۷۱°۰۰′شمالی ۱۷۵°۱۸′غربی / ۷۱٫۰°شمالی ۱۷۵٫۳°غربی | ۱۹۸ کیلومتر (۱۲۳ مایل) |                 | [ ۱ ]    |
| ۹ دسامبر ۲۱۷۸   | ۰۷:۲۰:۰۳           | ۱۳۵        | حلقه‌ای | ۰٫۹۷۴۵ | ۰۲ دقیقه ۰۳ ثانیه | ۶۲°۲۴′جنوبی ۶۹°۵۴′شرقی / ۶۲٫۴°جنوبی ۶۹٫۹°شرقی   | ۱۱۸ کیلومتر (۷۳ مایل)  |                 | [ ۱ ]    |
| ۵ ژوئن ۲۱۷۹     | ۱۱:۰۵:۳۶           | ۱۴۰        | حلقه‌ای | ۰٫۹۸۸۴ | ۰۱ دقیقه ۲۱ ثانیه | ۲۱°۳۰′شمالی ۱۵°۰۰′شرقی / ۲۱٫۵°شمالی ۱۵٫۰°شرقی   | ۴۱ کیلومتر (۲۵ مایل)   |                 | [ ۱ ]    |
| ۲۸ نوامبر ۲۱۷۹  | ۱۸:۵۴:۱۸           | ۱۴۵        | کامل   | ۱٫۰۳۲۵ | ۰۳ دقیقه ۱۲ ثانیه | ۱۶°۳۰′جنوبی ۱۰۴°۳۶′غربی / ۱۶٫۵°جنوبی ۱۰۴٫۶°غربی | ۱۱۰ کیلومتر (۶۸ مایل)  |                 | [ ۱ ]    |
| ۲۴ مه ۲۱۸۰      | ۱۴:۳۴:۲۸           | ۱۵۰        | حلقه‌ای | ۰٫۹۴۲۲ | ۰۶ دقیقه ۵۹ ثانیه | ۳۲°۳۶′جنوبی ۳۲°۵۴′غربی / ۳۲٫۶°جنوبی ۳۲٫۹°غربی   | ۳۵۹ کیلومتر (۲۲۳ مایل) |                 | [ ۱ ]    |
| ۱۷ نوامبر ۲۱۸۰  | ۱۰:۳۴:۰۱           | ۱۵۵        | کامل   | ۱٫۰۴۶۵ | ۰۴ دقیقه ۰۳ ثانیه | ۳۰°۰۶′شمالی ۲۶°۳۰′شرقی / ۳۰٫۱°شمالی ۲۶٫۵°شرقی   | ۲۳۸ کیلومتر (۱۴۸ مایل) |                 | [ ۱ ]    |
| ۱۴ آوریل ۲۱۸۱   | ۰۰:۰۴:۰۵           | ۱۲۲        | جزئی   | ۰٫۳۹۳۱ | —                 | ۷۱°۳۰′شمالی ۶۰°۴۸′شرقی / ۷۱٫۵°شمالی ۶۰٫۸°شرقی   | —                      |                 | [ ۱ ]    |
| ۱۳ مه ۲۱۸۱      | ۱۴:۵۵:۴۳           | ۱۶۰        | جزئی   | ۰٫۰۵۱۰ | —                 | ۶۹°۲۴′جنوبی ۱۶°۵۴′غربی / ۶۹٫۴°جنوبی ۱۶٫۹°غربی   | —                      |                 | [ ۱ ]    |
| ۸ اکتبر ۲۱۸۱    | ۱۴:۱۹:۳۶           | ۱۲۷        | جزئی   | ۰٫۵۵۲۹ | —                 | ۷۱°۵۴′جنوبی ۱۴۵°۴۸′غربی / ۷۱٫۹°جنوبی ۱۴۵٫۸°غربی | —                      |                 | [ ۱ ]    |
| ۷ نوامبر ۲۱۸۱   | ۰۱:۳۸:۲۳           | ۱۶۵        | جزئی   | ۰٫۱۲۸۰ | —                 | ۷۰°۰۰′شمالی ۱۷۰°۵۴′غربی / ۷۰٫۰°شمالی ۱۷۰٫۹°غربی | —                      |                 | [ ۱ ]    |
| ۳ آوریل ۲۱۸۲    | ۰۷:۵۹:۴۳           | ۱۳۲        | مرکب   | ۱٫۰۱۰۸ | ۰۰ دقیقه ۵۸ ثانیه | ۳۶°۵۴′شمالی ۵۱°۰۰′شرقی / ۳۶٫۹°شمالی ۵۱٫۰°شرقی   | ۴۴ کیلومتر (۲۷ مایل)   |                 | [ ۱ ]    |
| ۲۷ سپتامبر ۲۱۸۲ | ۲۰:۵۸:۴۵           | ۱۳۷        | حلقه‌ای | ۰٫۹۵۲۷ | ۰۵ دقیقه ۰۵ ثانیه | ۳۳°۳۰′جنوبی ۱۴۶°۴۲′غربی / ۳۳٫۵°جنوبی ۱۴۶٫۷°غربی | ۲۰۵ کیلومتر (۱۲۷ مایل) |                 | [ ۱ ]    |
| ۲۳ مارس ۲۱۸۳    | ۲۲:۰۶:۴۹           | ۱۴۲        | کامل   | ۱٫۰۵۴۰ | ۰۴ دقیقه ۵۴ ثانیه | ۸°۵۴′جنوبی ۱۴۵°۱۲′غربی / ۸٫۹°جنوبی ۱۴۵٫۲°غربی   | ۱۸۱ کیلومتر (۱۱۲ مایل) |                 | [ ۱ ]    |
| ۱۶ سپتامبر ۲۱۸۳ | ۲۱:۴۲:۳۷           | ۱۴۷        | حلقه‌ای | ۰٫۹۳۸۴ | ۰۷ دقیقه ۵۳ ثانیه | ۱۲°۴۸′شمالی ۱۴۱°۵۴′غربی / ۱۲٫۸°شمالی ۱۴۱٫۹°غربی | ۲۳۳ کیلومتر (۱۴۵ مایل) |                 | [ ۱ ]    |
| ۱۲ مارس ۲۱۸۴    | ۱۴:۲۲:۳۲           | ۱۵۲        | کامل   | ۱٫۰۴۰۹ | ۰۲ دقیقه ۴۳ ثانیه | ۵۹°۲۴′جنوبی ۰°۱۲′غربی / ۵۹٫۴°جنوبی ۰٫۲°غربی     | ۲۸۳ کیلومتر (۱۷۶ مایل) |                 | [ ۱ ]    |
| ۴ سپتامبر ۲۱۸۴  | ۲۳:۱۱:۰۰           | ۱۵۷        | حلقه‌ای | ۰٫۹۵۷۶ | ۰۳ دقیقه ۱۲ ثانیه | ۶۷°۰۶′شمالی ۱۲۳°۱۸′غربی / ۶۷٫۱°شمالی ۱۲۳٫۳°غربی | ۳۹۳ کیلومتر (۲۴۴ مایل) |                 | [ ۱ ]    |
| ۳۱ ژانویه ۲۱۸۵  | ۱۴:۲۰:۲۰           | ۱۲۴        | جزئی   | ۰٫۶۲۳۸ | —                 | ۶۹°۵۴′شمالی ۶۲°۲۴′غربی / ۶۹٫۹°شمالی ۶۲٫۴°غربی   | —                      |                 | [ ۱ ]    |
| ۲۶ ژوئیه ۲۱۸۵   | ۲۲:۳۸:۱۶           | ۱۲۹        | کامل   | ۱٫۰۳۷۰ | ۰۲ دقیقه ۲۷ ثانیه | ۶۷°۵۴′جنوبی ۱۷۸°۳۰′غربی / ۶۷٫۹°جنوبی ۱۷۸٫۵°غربی | —                      |                 | [ ۱ ]    |
| ۲۰ ژانویه ۲۱۸۶  | ۱۷:۲۳:۴۴           | ۱۳۴        | حلقه‌ای | ۰٫۹۲۲۱ | ۱۰ دقیقه ۵۳ ثانیه | ۱۲°۴۸′شمالی ۸۰°۱۸′غربی / ۱۲٫۸°شمالی ۸۰٫۳°غربی   | ۳۵۰ کیلومتر (۲۲۰ مایل) |                 | [ ۱ ]    |
| ۱۶ ژوئیه ۲۱۸۶   | ۱۵:۱۴:۵۴           | ۱۳۹        | کامل   | ۱٫۰۸۰۵ | ۰۷ دقیقه ۲۹ ثانیه | ۷°۲۴′شمالی ۴۶°۳۰′غربی / ۷٫۴°شمالی ۴۶٫۵°غربی     | ۲۶۷ کیلومتر (۱۶۶ مایل) |                 | [ ۱ ]    |
| ۹ ژانویه ۲۱۸۷   | ۱۶:۲۳:۴۱           | ۱۴۴        | حلقه‌ای | ۰٫۹۲۲۴ | ۰۹ دقیقه ۵۱ ثانیه | ۳۰°۰۰′جنوبی ۶۲°۰۶′غربی / ۳۰٫۰°جنوبی ۶۲٫۱°غربی   | ۲۹۶ کیلومتر (۱۸۴ مایل) |                 | [ ۱ ]    |
| ۶ ژوئیه ۲۱۸۷    | ۰۷:۵۸:۳۱           | ۱۴۹        | کامل   | ۱٫۰۵۴۸ | ۰۴ دقیقه ۰۶ ثانیه | ۵۳°۳۶′شمالی ۶۳°۴۸′شرقی / ۵۳٫۶°شمالی ۶۳٫۸°شرقی   | ۲۱۱ کیلومتر (۱۳۱ مایل) |                 | [ ۱ ]    |
| ۲۹ دسامبر ۲۱۸۷  | ۱۸:۵۹:۰۳           | ۱۵۴        | حلقه‌ای | ۰٫۹۵۶۵ | ۰۳ دقیقه ۰۷ ثانیه | ۷۷°۴۲′جنوبی ۱۱۱°۱۲′غربی / ۷۷٫۷°جنوبی ۱۱۱٫۲°غربی | ۲۷۴ کیلومتر (۱۷۰ مایل) |                 | [ ۱ ]    |
| ۲۶ مه ۲۱۸۸      | ۰۸:۱۵:۵۳           | ۱۲۱        | جزئی   | ۰٫۲۵۳۸ | —                 | ۶۳°۴۸′جنوبی ۹۴°۳۶′شرقی / ۶۳٫۸°جنوبی ۹۴٫۶°شرقی   | —                      |                 | [ ۱ ]    |
| ۲۴ ژوئن ۲۱۸۸    | ۲۰:۱۴:۳۹           | ۱۵۹        | جزئی   | ۰٫۴۰۰۸ | —                 | ۶۶°۲۴′شمالی ۶۸°۰۰′شرقی / ۶۶٫۴°شمالی ۶۸٫۰°شرقی   | —                      |                 | [ ۱ ]    |
| ۱۸ نوامبر ۲۱۸۸  | ۱۷:۵۵:۲۵           | ۱۲۶        | جزئی   | ۰٫۵۲۱۲ | —                 | ۶۳°۱۲′شمالی ۴۵°۳۰′غربی / ۶۳٫۲°شمالی ۴۵٫۵°غربی   | —                      |                 | [ ۱ ]    |
| ۱۸ دسامبر ۲۱۸۸  | ۰۴:۵۶:۵۹           | ۱۶۴        | جزئی   | ۰٫۱۸۵۰ | —                 | ۶۵°۴۲′جنوبی ۵۶°۳۶′غربی / ۶۵٫۷°جنوبی ۵۶٫۶°غربی   | —                      |                 | [ ۱ ]    |
| ۱۵ مه ۲۱۸۹      | ۱۰:۰۸:۳۴           | ۱۳۱        | حلقه‌ای | ۰٫۹۳۸۷ | ۰۷ دقیقه ۳۱ ثانیه | ۲۲°۳۶′جنوبی ۴۳°۱۸′شرقی / ۲۲٫۶°جنوبی ۴۳٫۳°شرقی   | ۳۰۹ کیلومتر (۱۹۲ مایل) |                 | [ ۱ ]    |
| ۸ نوامبر ۲۱۸۹   | ۰۹:۵۷:۲۸           | ۱۳۶        | کامل   | ۱٫۰۴۷۴ | ۰۴ دقیقه ۱۰ ثانیه | ۱۶°۳۰′شمالی ۴۱°۳۶′شرقی / ۱۶٫۵°شمالی ۴۱٫۶°شرقی   | ۱۹۲ کیلومتر (۱۱۹ مایل) |                 | [ ۱ ]    |
| ۴ مه ۲۱۹۰       | ۱۰:۵۶:۳۰           | ۱۴۱        | حلقه‌ای | ۰٫۹۵۷۷ | ۰۴ دقیقه ۴۵ ثانیه | ۱۹°۲۴′شمالی ۱۵°۲۴′شرقی / ۱۹٫۴°شمالی ۱۵٫۴°شرقی   | ۱۵۴ کیلومتر (۹۶ مایل)  |                 | [ ۱ ]    |
| ۲۹ اکتبر ۲۱۹۰   | ۰۰:۰۵:۵۰           | ۱۴۶        | مرکب   | ۱٫۰۱۱۶ | ۰۱ دقیقه ۰۴ ثانیه | ۱۹°۳۶′جنوبی ۱۷۳°۱۲′شرقی / ۱۹٫۶°جنوبی ۱۷۳٫۲°شرقی | ۴۰ کیلومتر (۲۵ مایل)   |                 | [ ۱ ]    |
| ۲۳ آوریل ۲۱۹۱   | ۱۷:۲۶:۰۶           | ۱۵۱        | حلقه‌ای | ۰٫۹۹۹۳ | ۰۰ دقیقه ۰۳ ثانیه | ۵۷°۰۰′شمالی ۱۱۹°۱۲′غربی / ۵۷٫۰°شمالی ۱۱۹٫۲°غربی | ۴ کیلومتر (۲٫۵ مایل)   |                 | [ ۱ ]    |
| ۱۸ اکتبر ۲۱۹۱   | ۰۸:۱۱:۱۲           | ۱۵۶        | حلقه‌ای | ۰٫۹۵۱۶ | ۰۳ دقیقه ۳۹ ثانیه | ۵۸°۴۲′جنوبی ۵°۱۲′شرقی / ۵۸٫۷°جنوبی ۵٫۲°شرقی     | ۳۶۵ کیلومتر (۲۲۷ مایل) |                 | [ ۱ ]    |
| ۱۳ مارس ۲۱۹۲    | ۲۱:۴۰:۰۰           | ۱۲۳        | جزئی   | ۰٫۷۴۹۱ | —                 | ۶۱°۰۶′جنوبی ۴۶°۴۸′غربی / ۶۱٫۱°جنوبی ۴۶٫۸°غربی   | —                      |                 | [ ۱ ]    |
| ۱۲ آوریل ۲۱۹۲   | ۰۶:۴۱:۵۶           | ۱۶۱        | جزئی   | ۰٫۱۲۶۰ | —                 | ۶۱°۳۰′شمالی ۲۵°۲۴′غربی / ۶۱٫۵°شمالی ۲۵٫۴°غربی   | —                      |                 | [ ۱ ]    |
| ۶ سپتامبر ۲۱۹۲  | ۱۷:۰۵:۰۸           | ۱۲۸        | جزئی   | ۰٫۴۴۴۴ | —                 | ۶۱°۱۲′شمالی ۲۵°۴۸′شرقی / ۶۱٫۲°شمالی ۲۵٫۸°شرقی   | —                      |                 | [ ۱ ]    |
| ۳ مارس ۲۱۹۳     | ۱۳:۳۶:۰۸           | ۱۳۳        | کامل   | ۱٫۰۳۶۵ | ۰۲ دقیقه ۵۳ ثانیه | ۳۰°۵۴′جنوبی ۴°۲۴′غربی / ۳۰٫۹°جنوبی ۴٫۴°غربی     | ۱۳۷ کیلومتر (۸۵ مایل)  |                 | [ ۱ ]    |
| ۲۶ اوت ۲۱۹۳     | ۲۰:۰۹:۲۰           | ۱۳۸        | حلقه‌ای | ۰٫۹۸۰۶ | ۰۱ دقیقه ۴۵ ثانیه | ۳۷°۲۴′شمالی ۱۰۲°۵۴′غربی / ۳۷٫۴°شمالی ۱۰۲٫۹°غربی | ۸۰ کیلومتر (۵۰ مایل)   |                 | [ ۱ ]    |
| ۲۱ فوریه ۲۱۹۴   | ۰۱:۴۱:۳۱           | ۱۴۳        | حلقه‌ای | ۰٫۹۸۴۰ | ۰۱ دقیقه ۳۸ ثانیه | ۱°۵۴′شمالی ۱۵۳°۳۰′شرقی / ۱٫۹°شمالی ۱۵۳٫۵°شرقی   | ۵۸ کیلومتر (۳۶ مایل)   |                 | [ ۱ ]    |
| ۱۶ اوت ۲۱۹۴     | ۰۶:۲۸:۰۸           | ۱۴۸        | کامل   | ۱٫۰۴۰۳ | ۰۳ دقیقه ۴۴ ثانیه | ۰°۱۲′جنوبی ۷۹°۳۶′شرقی / ۰٫۲°جنوبی ۷۹٫۶°شرقی     | ۱۳۹ کیلومتر (۸۶ مایل)  |                 | [ ۱ ]    |
| ۱۰ فوریه ۲۱۹۵   | ۰۶:۳۴:۲۷           | ۱۵۳        | حلقه‌ای | ۰٫۹۲۱۸ | ۰۶ دقیقه ۵۲ ثانیه | ۵۵°۱۲′شمالی ۴۱°۳۶′شرقی / ۵۵٫۲°شمالی ۴۱٫۶°شرقی   | —                      |                 | [ ۱ ]    |
| ۷ ژوئیه ۲۱۹۵    | ۱۵:۴۱:۲۱           | ۱۲۰        | جزئی   | ۰٫۰۳۵۳ | —                 | ۶۴°۳۶′شمالی ۹۸°۳۰′شرقی / ۶۴٫۶°شمالی ۹۸٫۵°شرقی   | —                      |                 | [ ۱ ]    |
| ۵ اوت ۲۱۹۵      | ۲۲:۲۱:۰۳           | ۱۵۸        | کامل   | ۱٫۰۶۱۸ | ۰۴ دقیقه ۰۳ ثانیه | ۵۶°۰۶′جنوبی ۱۶۶°۲۴′شرقی / ۵۶٫۱°جنوبی ۱۶۶٫۴°شرقی | —                      |                 | [ ۱ ]    |
| ۳۱ دسامبر ۲۱۹۵  | ۱۱:۰۹:۲۲           | ۱۲۵        | جزئی   | ۰٫۳۱۶۶ | —                 | ۶۵°۰۶′جنوبی ۱۷۱°۲۴′شرقی / ۶۵٫۱°جنوبی ۱۷۱٫۴°شرقی | —                      |                 | [ ۱ ]    |
| ۲۶ ژوئن ۲۱۹۶    | ۰۷:۳۷:۴۰           | ۱۳۰        | کامل   | ۱٫۰۳۵۶ | ۰۲ دقیقه ۱۲ ثانیه | ۷۶°۱۸′شمالی ۹۷°۰۰′شرقی / ۷۶٫۳°شمالی ۹۷٫۰°شرقی   | ۲۰۸ کیلومتر (۱۲۹ مایل) |                 | [ ۱ ]    |
| ۱۹ دسامبر ۲۱۹۶  | ۱۵:۴۷:۰۹           | ۱۳۵        | حلقه‌ای | ۰٫۹۷۶۱ | ۰۱ دقیقه ۵۳ ثانیه | ۶۳°۰۶′جنوبی ۴۸°۳۶′غربی / ۶۳٫۱°جنوبی ۴۸٫۶°غربی   | ۱۱۱ کیلومتر (۶۹ مایل)  |                 | [ ۱ ]    |
| ۱۵ ژوئن ۲۱۹۷    | ۱۷:۵۹:۳۳           | ۱۴۰        | حلقه‌ای | ۰٫۹۸۶۴ | ۰۱ دقیقه ۳۲ ثانیه | ۲۶°۴۸′شمالی ۸۷°۳۶′غربی / ۲۶٫۸°شمالی ۸۷٫۶°غربی   | ۴۸ کیلومتر (۳۰ مایل)   |                 | [ ۱ ]    |
| ۹ دسامبر ۲۱۹۷   | ۰۳:۳۵:۰۷           | ۱۴۵        | کامل   | ۱٫۰۳۲۹ | ۰۳ دقیقه ۱۳ ثانیه | ۱۸°۳۰′جنوبی ۱۲۶°۰۰′شرقی / ۱۸٫۵°جنوبی ۱۲۶٫۰°شرقی | ۱۱۱ کیلومتر (۶۹ مایل)  |                 | [ ۱ ]    |
| ۴ ژوئن ۲۱۹۸     | ۲۱:۱۱:۳۵           | ۱۵۰        | حلقه‌ای | ۰٫۹۴۴۲ | ۰۷ دقیقه ۱۳ ثانیه | ۲۴°۱۲′جنوبی ۱۳۵°۴۲′غربی / ۲۴٫۲°جنوبی ۱۳۵٫۷°غربی | ۲۹۹ کیلومتر (۱۸۶ مایل) |                 | [ ۱ ]    |
| ۲۸ نوامبر ۲۱۹۸  | ۱۹:۱۲:۴۶           | ۱۵۵        | کامل   | ۱٫۰۴۴۲ | ۰۳ دقیقه ۵۸ ثانیه | ۲۶°۵۴′شمالی ۱۰۶°۰۰′غربی / ۲۶٫۹°شمالی ۱۰۶٫۰°غربی | ۲۲۱ کیلومتر (۱۳۷ مایل) |                 | [ ۱ ]    |
| ۲۵ آوریل ۲۱۹۹   | ۰۷:۲۱:۵۱           | ۱۲۲        | جزئی   | ۰٫۳۰۸۵ | —                 | ۷۰°۴۸′شمالی ۶۱°۴۲′غربی / ۷۰٫۸°شمالی ۶۱٫۷°غربی   | —                      |                 | [ ۱ ]    |
| ۲۴ مه ۲۱۹۹      | ۲۱:۴۲:۰۷           | ۱۶۰        | جزئی   | ۰٫۱۷۴۲ | —                 | ۶۸°۳۰′جنوبی ۱۳۰°۰۶′غربی / ۶۸٫۵°جنوبی ۱۳۰٫۱°غربی | —                      |                 | [ ۱ ]    |
| ۱۹ اکتبر ۲۱۹۹   | ۲۲:۱۰:۲۶           | ۱۲۷        | جزئی   | ۰٫۴۷۹۰ | —                 | ۷۱°۲۴′جنوبی ۸۲°۵۴′شرقی / ۷۱٫۴°جنوبی ۸۲٫۹°شرقی   | —                      |                 | [ ۱ ]    |
| ۱۸ نوامبر ۲۱۹۹  | ۱۰:۰۱:۰۱           | ۱۶۵        | جزئی   | ۰٫۱۵۸۳ | —                 | ۶۹°۰۶′شمالی ۵۱°۲۴′شرقی / ۶۹٫۱°شمالی ۵۱٫۴°شرقی   | —                      |                 | [ ۱ ]    |
| ۱۴ آوریل ۲۲۰۰   | ۱۵:۴۹:۵۷           | ۱۳۲        | کامل   | ۱٫۰۱۶۵ | ۰۱ دقیقه ۲۳ ثانیه | ۴۳°۴۸′شمالی ۶۸°۱۸′غربی / ۴۳٫۸°شمالی ۶۸٫۳°غربی   | ۶۹ کیلومتر (۴۳ مایل)   |                 | [ ۱ ]    |
| ۹ اکتبر ۲۲۰۰    | ۰۴:۱۶:۲۱           | ۱۳۷        | حلقه‌ای | ۰٫۹۴۷۰ | ۰۵ دقیقه ۲۵ ثانیه | ۴۱°۰۶′جنوبی ۱۰۱°۱۸′شرقی / ۴۱٫۱°جنوبی ۱۰۱٫۳°شرقی | ۲۴۱ کیلومتر (۱۵۰ مایل) |                 | [ ۱ ]    |